# Liste der Biografien/Rodr
Liste der Biografien |
Portal Biografien |
Personensuche
# |
A |
B |
C |
D |
E |
F |
G |
H |
I |
J |
K |
L |
M |
N |
O |
P |
Q |
R |
S |
T |
U |
V |
W |
X |
Y |
Z |
?
 
Ra |
Rb |
Rd |
Re |
Rh |
Ri |
Rj |
Rk |
Rl |
Rm |
Rn |
Ro |
Rr |
Rs |
Rt |
Ru |
Rv |
Rw |
Rx |
Ry |
Rz
 
Roa |
Rob |
Roc |
Rod |
Roe |
Rof |
Rog |
Roh |
Roi |
Roj |
Rok |
Rol |
Rom |
Ron |
Roo |
Rop |
Roq |
Ror |
Ros |
Rot |
Rou |
Rov |
Row |
Rox |
Roy |
Roz 
 
Roda |
Rodb |
Rodd |
Rode |
Rodf |
Rodg |
Rodh |
Rodi |
Rodj |
Rodk |
Rodl |
Rodm |
Rodn |
Rodo |
Rodr |
Rods |
Rodt |
Rodu |
Rodw |
Rody |
Rodz
Die Liste der Biografien führt alle Personen auf, die in der deutschsprachigen Wikipedia einen Artikel haben. Dieses ist eine Teilliste mit 673 Einträgen von Personen, deren Namen mit den Buchstaben „Rodr“ beginnt.

## Rodr
- Rödr, Miroslav (1944–2021), US-amerikanischer Fußball- und American-Football-Spieler tschechischer Abstammung

### Rodri
- Rodrí (* 1934), spanischer Fußballspieler
- Rodri (* 1984), spanischer Fußballspieler
- Rodri (* 1990), spanischer Fußballspieler
- Rodri (* 1996), spanischer FußballspielerRodri (* 1996)

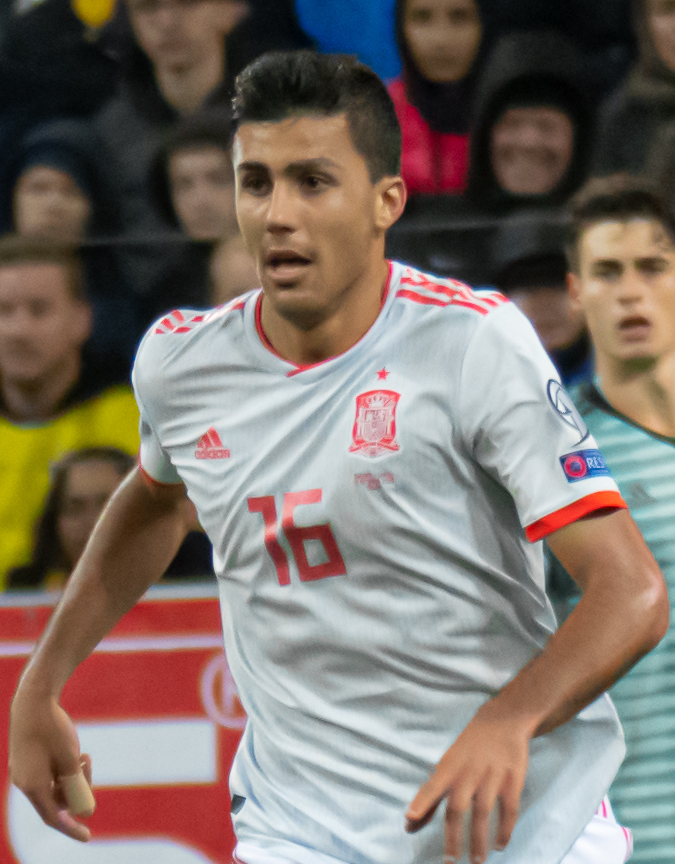
Rodri (* 1996)

- Rodri (* 2000), spanischer Fußballspieler

#### Rodria
- Rodrian, Alexa (* 1966), deutsche Songwriterin, Komponistin und Jazzsängerin
- Rodrian, Fred (1926–1985), deutscher Verlagsleiter und Kinderbuchautor
- Rodrian, Irene (1937–2025), deutsche Schriftstellerin und Drehbuchautorin

#### Rodrig

##### Rodriga
- Rodrigão (* 1995), brasilianischer Fußballspieler

##### Rodrige
- Rodrigezz, Rene, österreichischer DJ

##### Rodrigo
- Rodrigo (* 1973), brasilianischer Fußballspieler
- Rodrigo (* 1991), spanisch-brasilianischer Fußballspieler
- Rodrigo (* 1998), brasilianischer Fußballspieler
- Rodrigo Caio (* 1993), brasilianischer Fußballspieler
- Rodrigo Frauches (* 1992), brasilianischer Fußballspieler
- Rodrigo González de Lara, kastilischer Adliger
- Rodrigo Paraná (* 1987), brasilianischer Fußballspieler
- Rodrigo Yusto, Anastasio (1814–1882), spanischer Erzbischof und Senator
- Rodrigo, Aitana (* 2000), spanische Sprinterin
- Rodrigo, Bruno (* 1985), brasilianischer Fußballspieler
- Rodrigo, David (* 1968), spanischer Fußballtrainer
- Rodrigo, Florrie (1893–1996), niederländische Tänzerin, Choreografin und Ballettlehrerin
- Rodrigo, Francisco (1914–1998), philippinischer Rechtsanwalt, Journalist und Politiker
- Rodrigo, Joaquín (1901–1999), spanischer Komponist
- Rodrigo, Juan (* 1962), philippinischer Schauspieler
- Rodrigo, María (1888–1967), spanische Komponistin, Pianistin und Dozentin
- Rodrigo, Olivia (* 2003), US-amerikanische Schauspielerin und SängerinOlivia Rodrigo (* 2003)

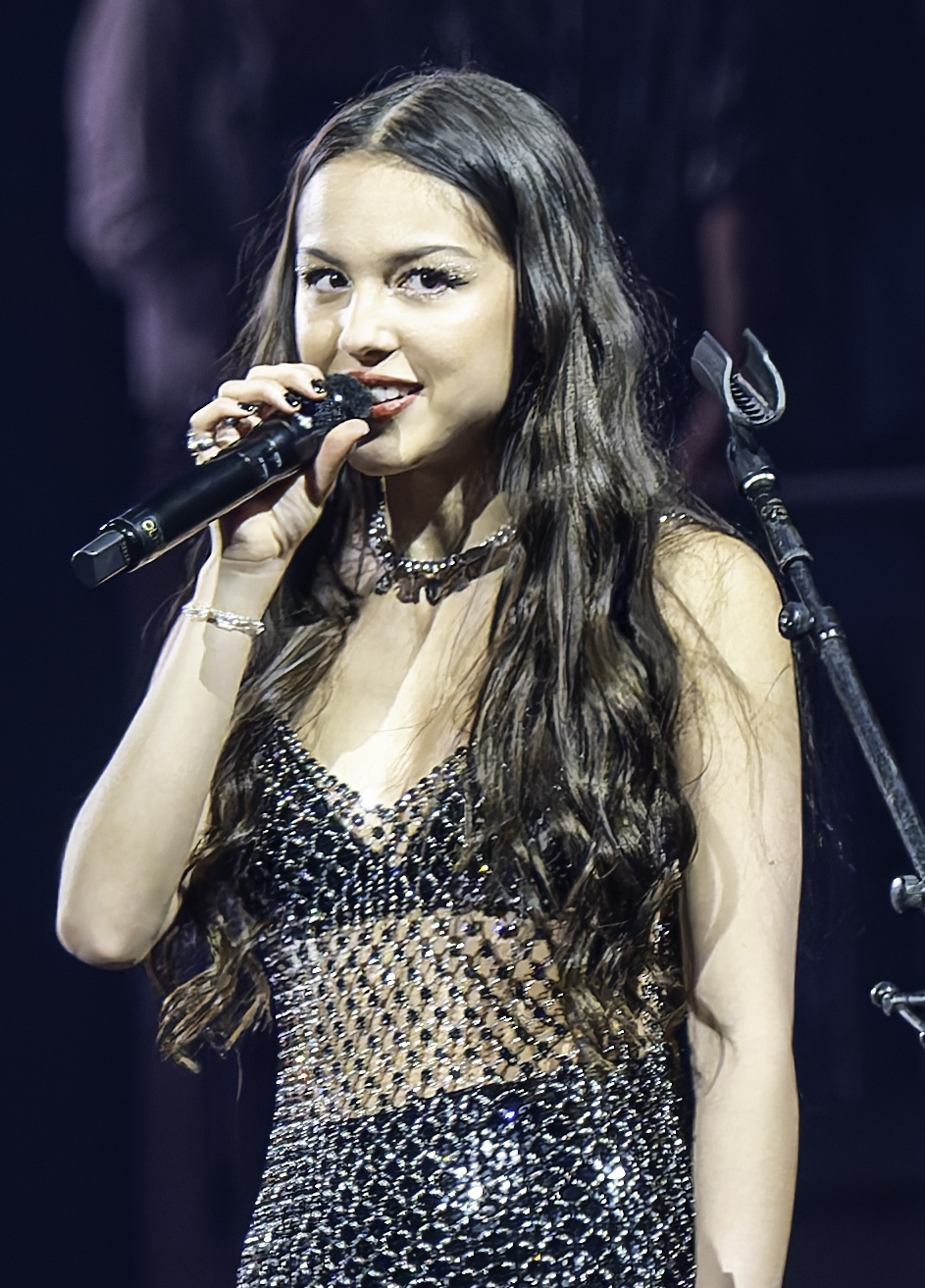
Olivia Rodrigo (* 2003)

##### Rodrigu

###### Rodrigue
- Rodrigue, Antonio (* 1955), haïtianischer Diplomat und Politiker
- Rodrigue, George (1944–2013), US-amerikanischer Cajunmaler

###### Rodrigues
- Rodrigues Alves, Francisco de Paula (1848–1919), brasilianischer Politiker und Präsident von Brasilien
- Rodrigues Belo, Ana Paula (* 1987), brasilianische Handballspielerin
- Rodrigues Coelho, Teodolinda Rosa (* 1959), angolanische Diplomatin
- Rodrigues da Costa, Ubiraci (* 1945), brasilianischer Tischtennisspieler
- Rodrigues da Silva, Cidimar (* 1984), brasilianisch-deutscher Fußballspieler
- Rodrigues da Silva, Thiago (* 1996), brasilianischer Fußballspieler
- Rodrigues de Mesquita, Ramon (* 1988), brasilianischer Fußballspieler
- Rodrigues de Oliveira, Baltazar Costa (* 2000), brasilianischer Fußballspieler
- Rodrigues de Oliveira, Weverson Patrick (* 1988), brasilianischer Fußballspieler
- Rodrigues de Sá, Armando (1926–1979), portugiesischer Gastarbeiter
- Rodrigues de Souza, José (1926–2012), brasilianischer Ordensgeistlicher, römisch-katholischer Bischof von Juazeiro
- Rodrigues de Souza, Nádson (* 1982), brasilianischer Fußballspieler
- Rodrigues de Souza, Paulo Victor (* 1996), brasilianischer Fußballspieler
- Rodrigues de Souza, Waldison (* 1984), brasilianischer Fußballspieler
- Rodrigues do Rêgo, José Francisco (* 1966), brasilianischer Geistlicher und römisch-katholischer Bischof von Ipameri
- Rodrigues dos Santos, Moacir (1970–2024), brasilianischer Fußballspieler
- Rodrigues Ferreira, Nivaldo (* 1988), brasilianischer Fußballspieler
- Rodrigues Filho, Antônio (* 1950), brasilianischer Fußballspieler
- Rodrigues Filho, Pedro (1954–2023), brasilianischer SerienmörderPedro Rodrigues Filho (1954–2023)

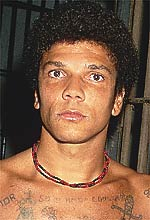
Pedro Rodrigues Filho (1954–2023)

- Rodrigues Gesualdi, Carlos (* 1963), argentinischer Schriftsteller
- Rodrigues Lopes, Ernando (* 1988), brasilianischer Fußballspieler
- Rodrigues Marques, Renato Luiz (* 1944), brasilianischer Diplomat
- Rodrigues Martins, Renê (* 1992), brasilianischer Fußballspieler
- Rodrigues Miguéis, José (1901–1980), portugiesischer Schriftsteller
- Rodrigues Moreira, Guilherme (* 1987), brasilianischer Fußballspieler
- Rodrigues Pires, Kevin (* 1991), deutsch-portugiesischer Fußballspieler
- Rodrigues Sampaio, António (1806–1882), portugiesischer Politiker
- Rodrigues Souza Roberto, Josimar (* 1987), brasilianischer Fußballspieler
- Rodrigues Vieira, Lívio Damião (* 1955), brasilianischer Fußballspieler
- Rodrigues Xavier, Marlon (* 1997), brasilianischer Fußballspieler
- Rodrigues, Adriana (* 1986), brasilianische Schauspielerin
- Rodrigues, Alexandre (* 1983), brasilianischer Schauspieler
- Rodrigues, Alvaro (* 1993), brasilianischer Fußballspieler
- Rodrigues, Amabélia, guinea-bissauische Epidemiologin
- Rodrigues, Amália (1920–1999), portugiesische Fado-SängerinAmália Rodrigues (1920–1999)

Amália Rodrigues (1920–1999)

- Rodrigues, Andrea (* 1990), portugiesische Fußballspielerin
- Rodrigues, António dos Reis (1918–2009), portugiesischer römisch-katholischer Geistlicher; Weihbischof in Lissabon
- Rodrigues, Ashley (* 1988), kanadische Fußballspielerin
- Rodrigues, Benvinda Catarina (* 1968), osttimoresische Politikerin
- Rodrigues, Carlos Henrique Raimundo (* 1976), brasilianischer Fußballspieler
- Rodrigues, Carolyn (* 1973), guyanische Politikerin
- Rodrigues, Catarina (* 1973), portugiesische Judoka
- Rodrigues, Celeste (1923–2018), portugiesische Musikerin
- Rodrigues, Charlie, puerto-ricanischer Jazz-Musiker
- Rodrigues, Christina (1963–2020), brasilianische Fernsehschauspielerin
- Rodrigues, Daiane (* 1986), brasilianische Fußballspielerin
- Rodrigues, Daiane Menezes (* 1983), brasilianische Fußballspielerin
- Rodrigues, Daniel (* 1986), brasilianischer Rollstuhltennisspieler
- Rodrigues, Deolinda (* 1939), angolanische Feministin und Widerstandskämpferin
- Rodrigues, Diogo († 1577), portugiesischer Seefahrer, Entdecker und Gouverneur
- Rodrigues, Dominique (* 1983), portugiesischer Fußballspieler
- Rodrigues, Dorval (1935–2021), brasilianischer Fußballspieler
- Rodrigues, Douglas Freitas Cardozo (* 1982), brasilianisch-portugiesischer Fußballspieler und -trainer
- Rodrigues, Edson (* 1967), brasilianischer Fußballspieler
- Rodrigues, Eduardo Ferro (* 1949), portugiesischer Wirtschaftswissenschaftler, Politiker der Sozialistischen Partei (PS)
- Rodrigues, Eduardo Pereira (* 1992), brasilianischer Fußballspieler
- Rodrigues, Eliane (* 1959), brasilianische Pianistin
- Rodrigues, Ernesto (* 1959), portugiesischer Geiger und Komponist
- Rodrigues, Evan (* 1993), kanadischer Eishockeyspieler
- Rodrigues, Fernanda (* 1986), brasilianische Volleyballspielerin
- Rodrigues, Filipa (* 1983), portugiesische Fußballspielerin
- Rodrigues, Francisco Castro (1920–2015), portugiesischer Architekt
- Rodrigues, Garry (* 1990), kap-verdischer Fußballspieler
- Rodrigues, Geraldo de Souza (1963–2025), brasilianischer römisch-katholischer Geistlicher, Bischof von Januária
- Rodrigues, Gerson (* 1995), luxemburgischer FußballspielerGerson Rodrigues (* 1995)

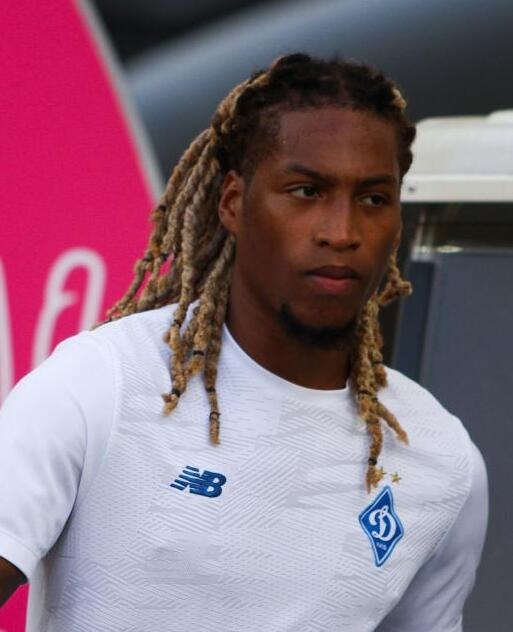
Gerson Rodrigues (* 1995)

- Rodrigues, Glauco (1929–2004), brasilianischer Maler der Moderne, Zeichner und Grafiker
- Rodrigues, Hélder (* 1979), portugiesischer Endurorennfahrer
- Rodrigues, Hugo (* 1967), portugiesischer Badmintonspieler
- Rodrigues, Idelta Maria (* 1973), osttimoresische Politikerin
- Rodrigues, Inocêncio Camacho (1867–1943), portugiesischer Bankmanager und Politiker
- Rodrigues, Irina (* 1991), portugiesische Leichtathletin
- Rodrigues, Ivo (* 1960), brasilianischer Marathonläufer
- Rodrigues, Jacson Damasceno (1948–1998), brasilianischer Ordensgeistlicher, Weihbischof in Manaus
- Rodrigues, Jair (1939–2014), brasilianischer Sänger
- Rodrigues, Jefferson Fredo (* 1978), brasilianischer Fußballspieler
- Rodrigues, Jemimah (* 2000), indische Cricketspielerin
- Rodrigues, João († 1633), Jesuit und Missionar, Verfasser bedeutender Werke zur japanischen Sprache und Kultur
- Rodrigues, João (* 1971), portugiesischer Segelsportler
- Rodrigues, João (* 1994), portugiesischer Radrennfahrer
- Rodrigues, João Noé (* 1955), südafrikanischer Geistlicher und römisch-katholischer Bischof von Tzaneen
- Rodrigues, João Pedro (* 1966), portugiesischer Filmregisseur
- Rodrigues, John (* 1967), indischer Geistlicher, römisch-katholischer Erzbischof von Bombay
- Rodrigues, Jordan (* 1992), australischer SchauspielerJordan Rodrigues (* 1992)

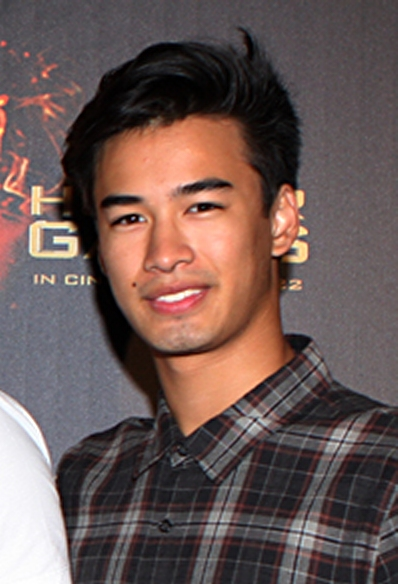
Jordan Rodrigues (* 1992)

- Rodrigues, José (* 1984), brasilianischer Radrennfahrer
- Rodrigues, José Carlos (* 1978), portugiesischer Radrennfahrer
- Rodrigues, Jose Luiz Ferreira (* 1946), brasilianischer Fußballspieler und -trainer
- Rodrigues, José Manuel (* 1951), portugiesisch-niederländischer Fotograf
- Rodrigues, José Maria (1857–1942), portugiesischer Romanist und Lusitanist
- Rodrigues, Kévin (* 1994), portugiesischer Fußballspieler
- Rodrigues, Kosta (* 1979), deutscher Fußballspieler
- Rodrigues, Lia (* 1956), brasilianische Tänzerin und Choreografin
- Rodrigues, Liliana (* 1973), portugiesische Geisteswissenschaftlerin und Politikerin (PS), MdEP
- Rodrigues, Luís Vaz († 2016), osttimoresischer Politiker
- Rodrigues, Manuel (* 1962), französischer Autorennfahrer
- Rodrigues, Marcelle (* 1976), brasilianische Volleyballspielerin
- Rodrigues, Márcio (* 1978), brasilianischer Fußballspieler
- Rodrigues, Marco (* 1982), portugiesischer Fado-Sänger
- Rodrigues, Maria (* 1971), brasilianische Langstreckenläuferin
- Rodrigues, Maria de Lurdes (* 1956), portugiesische Soziologin und Politikerin
- Rodrigues, Maria João (* 1955), portugiesische Politikerin
- Rodrigues, Mathieu (* 1985), französischer Tennisspieler
- Rodrigues, Mauro (* 2001), guinea-bissauischer Fußballspieler
- Rodrigues, Max John (* 1938), pakistanischer Geistlicher, emeritierter Bischof von Hyderabad
- Rodrigues, Michael (1884–1964), indischer Geistlicher, Bischof von Belgaum
- Rodrigues, Miguel (* 1996), Schweizer Fussballspieler
- Rodrigues, Miguel Trefaut (* 1953), brasilianischer Herpetologe
- Rodrigues, Mônica (* 1967), brasilianische Beachvolleyballspielerin
- Rodrigues, Nelson (1912–1980), brasilianischer Schriftsteller und Journalist
- Rodrigues, Nina (1862–1906), brasilianischer Gerichtsmediziner, Psychiater und Anthropologe
- Rodrigues, Olinde (1795–1851), französischer Mathematiker, Bankier und Sozialreformer
- Rodrigues, Patrícia (* 1997), portugiesische Handballspielerin
- Rodrigues, Pedro (* 1971), portugiesischer Leichtathlet
- Rodrigues, Pedro Henrique (* 1999), brasilianischer Speerwerfer
- Rodrigues, Peter (* 1944), walisischer Fußballspieler
- Rodrigues, Píndaro de Carvalho (1892–1965), brasilianischer Fußballnationalspieler und -trainer
- Rodrigues, Rafael de Sá (* 1992), brasilianischer Fußballspieler
- Rodrigues, Rodrigo (* 1976), brasilianischer Schauspieler, Regisseur, Produzent, Set-Kostümbildner und Schriftsteller in London, England
- Rodrigues, Roque (* 1949), osttimoresischer Politiker
- Rodrigues, Rowilson (* 1987), indischer Fußballspieler
- Rodrigues, Sergio (1927–2014), brasilianischer Architekt und Designer
- Rodrigues, Simão († 1579), portugiesischer Geistlicher, Weggefährte des heiligen Ignatius von Loyola sowie Mitbegründer des Jesuitenordens
- Rodrigues, Thiago (* 1979), brasilianischer Fußballspieler
- Rodrigues, Tiago (* 1992), portugiesischer Fußballspieler
- Rodrigues, Urbano Tavares (1923–2013), portugiesischer Schriftsteller
- Rodrigues, Vinicius (* 1987), brasilianischer Squashspieler
- Rodrigues, Vítor (* 1986), portugiesischer Radrennfahrer
- Rodrigues, Vitória (* 1999), brasilianische Beachvolleyballspielerin
- Rodrigues, Weslley Silva Santos (* 1992), brasilianischer Fußballspieler
- Rodrigues, William (* 1993), brasilianischer Fußballspieler

###### Rodriguez
- Rodriguez (1942–2023), US-amerikanischer Singer-SongwriterRodriguez (1942–2023)

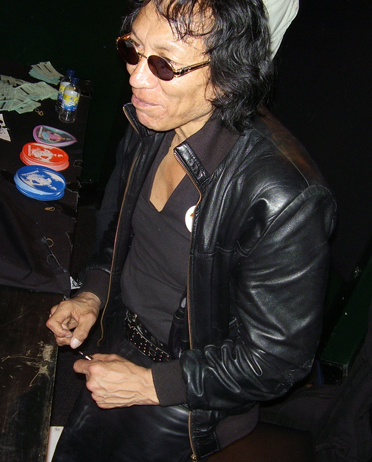
Rodriguez (1942–2023)

###### Rodriguez A
- Rodríguez Adame, Julián (1904–1989), mexikanischer Botschafter
- Rodríguez Adrados, Francisco (1922–2020), spanischer Philologe
- Rodríguez Alanís, Luis (* 1991), mexikanischer Fußballspieler
- Rodríguez Alconedo, José Luis (1761–1815), kreolisch-mexikanischer Goldschmied, Maler und Zeichner
- Rodríguez Álvarez, César (1920–1995), spanischer Fußballspieler
- Rodríguez Álvarez, Omar (* 1975), mexikanischer Fußballspieler
- Rodríguez Álvarez, Pedro (* 1990), spanisch-ungarischer Handballspieler
- Rodríguez Álvarez, Ricardo Augusto (* 1962), peruanischer Geistlicher und römisch-katholischer Weihbischof in Lima
- Rodríguez Andrade, Víctor (1927–1985), uruguayischer Fußballspieler
- Rodríguez Araya, Ariel Francisco (* 1989), costa-ricanischer Fußballspieler
- Rodríguez Arriaga, Víctor Manuel (* 1949), mexikanischer Diplomat
- Rodríguez Aztiazarain, Nicolás (* 1936), kubanischer Diplomat

###### Rodriguez B
- Rodríguez Ballesteros, Juan (1738–1818), Gouverneur von Chile
- Rodríguez Barilari, Elbio (* 1953), uruguayischer Komponist, Musiker, Musikpädagoge und Schriftsteller
- Rodríguez Barrera, Alberto (* 1974), mexikanischer Fußballspieler
- Rodríguez Beltrán, Marco Antonio, mexikanischer Fußballspieler

###### Rodriguez C
- Rodríguez Cal, Carlos, uruguayischer Politiker
- Rodriguez Calvo, Omar (* 1973), kubanischer BassistOmar Rodriguez Calvo (* 1973)

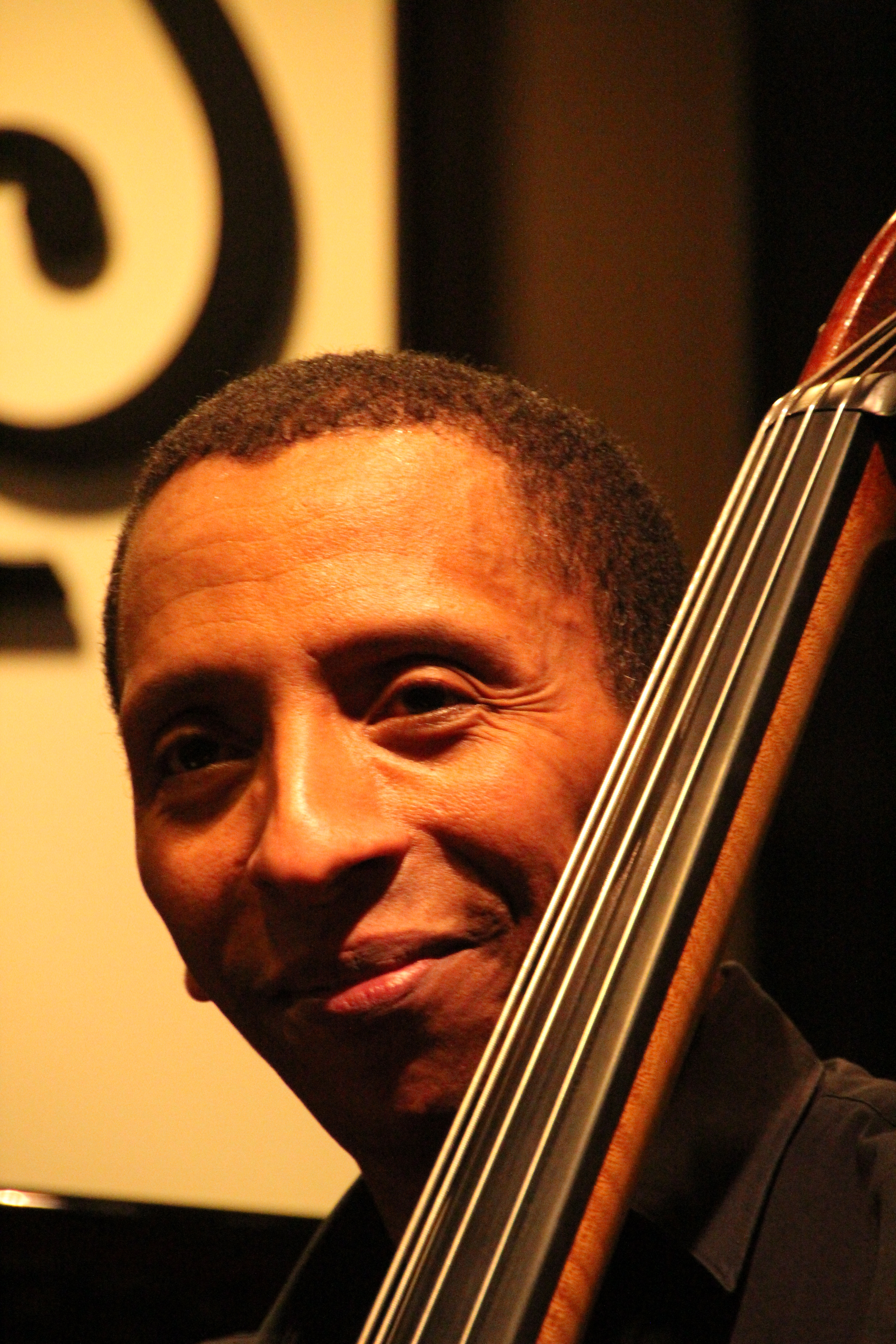
Omar Rodriguez Calvo (* 1973)

- Rodríguez Capel, Óscar (* 1982), spanischer Volleyballspieler
- Rodríguez Carballo, José (* 1953), spanischer Ordensgeistlicher, Erzbischof von Mérida-Badajoz, zuvor Generalminister des Franziskanerordens und Kurienerzbischof
- Rodríguez Cardoso, Francisco († 1774), Militäringenieur
- Rodríguez Carranza, Edgar (* 1982), costa-ricanischer Fußballtrainer
- Rodríguez Carrillo, Gregorio (1769–1828), Bischof von Cartagena, Kolumbien
- Rodríguez Castelao, Alfonso Daniel (1886–1950), galicischer Schriftsteller, Zeichner und Politiker
- Rodríguez Castro, Bonifacia (1837–1905), spanische katholische Ordensfrau und Ordensgründerin
- Rodríguez Céspedes, Amador (* 1956), kubanischer Schachspieler
- Rodríguez Chacín, Ramón, venezolanischer Militär und Politiker
- Rodríguez Chirino, Migdalía (* 1992), venezolanische Fußballschiedsrichterassistentin
- Rodríguez Cobos, Mario (1938–2010), argentinischer Schriftsteller
- Rodríguez Colón, Rafael (* 1906), dominikanischer Arzt, Politiker und Musiker
- Rodríguez Correa, Juan (1901–1966), uruguayischer Politiker

###### Rodriguez D
- Rodríguez da Silva, Ramón (* 1990), brasilianischer Fußballspieler
- Rodríguez de Aldecoa, Josefina (1926–2011), spanische Schriftstellerin
- Rodríguez de Fonseca, Juan (1451–1524), spanischer Staatsmann und Bischof
- Rodríguez de la Fuente, Félix (1928–1980), spanischer Naturalist und Umweltpublizist, Naturschützer und Regisseur
- Rodríguez de la Torre, Rufino (* 1900), argentinischer Segler
- Rodríguez de Mendoza, Toribio (1750–1825), Vordenker der peruanischen Unabhängigkeit
- Rodríguez de Miguel, Alejandro (* 1991), spanischer Fußballspieler
- Rodríguez de Tió, Lola (1843–1924), puerto-ricanische Dichterin
- Rodríguez Delgado, José Manuel (1915–2011), spanischer Neurowissenschaftler und Physiologe
- Rodríguez Díaz, Rafael (* 1943), salvadorianischer Lyriker, Essayist, Literaturkritiker und Hochschullehrer
- Rodríguez Dovale, Antonio (* 1990), spanischer Fußballspieler

###### Rodriguez E
- Rodríguez Echeverría, Álvaro (* 1942), costa-ricanischer Priester, Generalsuperior der Brüder der christlichen Schulen
- Rodríguez Echeverría, Miguel Ángel (* 1940), costa-ricanischer Wirtschaftswissenschaftler und Politiker (PUSC)
- Rodríguez Esquivel, Jorge (1968–2024), mexikanischer Fußballspieler

###### Rodriguez F
- Rodríguez Fer, Claudio (* 1956), spanischer Schriftsteller
- Rodríguez Fernández, José Antonio (* 1912), kubanischer Fußballspieler
- Rodríguez Figueroa, Luis (1875–1936), spanischer Schriftsteller und Politiker

###### Rodriguez G
- Rodríguez Gacha, Gonzalo (1947–1989), kolumbianischer Drogenhändler; Mitglied des Medellín-KartellsGonzalo Rodríguez Gacha (1947–1989)

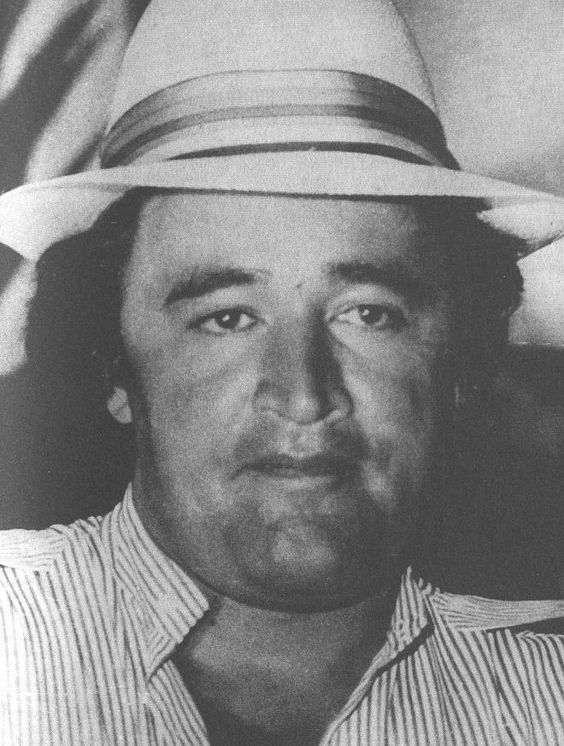
Gonzalo Rodríguez Gacha (1947–1989)

- Rodríguez Gallego, Justo (* 1954), spanischer Geistlicher und römisch-katholischer Weihbischof in Zárate-Campana
- Rodríguez García, Isabel (* 1981), spanische Politikerin der PSOE
- Rodríguez García, José Luis (* 1946), kubanischer Politiker und Ökonom
- Rodríguez García, Melchor (1893–1972), spanischer Politiker
- Rodríguez Garzón, Jesús E. (* 1967), kubanischer Ringer
- Rodríguez Gómez, Víctor René (* 1950), mexikanischer römisch-katholischer Geistlicher, Bischof von Valle de Chalco
- Rodríguez González, José Luis (* 1943), venezolanischer Sänger und Schauspieler

###### Rodriguez H
- Rodríguez Hernández, Alberto (* 1963), kubanischer Ringer
- Rodríguez Hernández, Alexis (* 1977), spanischer Radrennfahrer
- Rodríguez Herrera, Adolfo (1924–2003), kubanischer Geistlicher, Erzbischof von Camagüey

###### Rodriguez I
- Rodríguez Iglesias, Gil Carlos (1946–2019), spanischer Jurist

###### Rodriguez J
- Rodríguez Jara, Ausberto Valentín (* 1942), paraguayischer Journalist und Diplomat
- Rodríguez Jara, Juan, mexikanischer Fußballspieler
- Rodríguez Juárez, Juan (1675–1728), mexikanischer Maler
- Rodríguez Jurado, Arturo (1907–1982), argentinischer Boxer und Rugby-Union-Spieler

###### Rodriguez L
- Rodríguez Lara, Guillermo (* 1923), ecuadorianischer Militär und Staatspräsident
- Rodríguez Lario, Belén (* 2006), spanische Handballspielerin
- Rodríguez Lario, Roberto (* 2000), spanischer Handballspieler
- Rodríguez Larreta, Horacio (* 1965), argentinischer Politiker
- Rodríguez Lesende, Antonio (1905–1979), argentinischer Tangosänger spanischer Herkunft
- Rodríguez Librero, Alberto (* 1971), spanischer Regisseur
- Rodríguez Llompart, Héctor, kubanischer Diplomat und Politiker
- Rodriguez Lopez, Omar (* 1975), US-amerikanischer Gitarrist, Komponist und MusikproduzentOmar Rodriguez Lopez (* 1975)

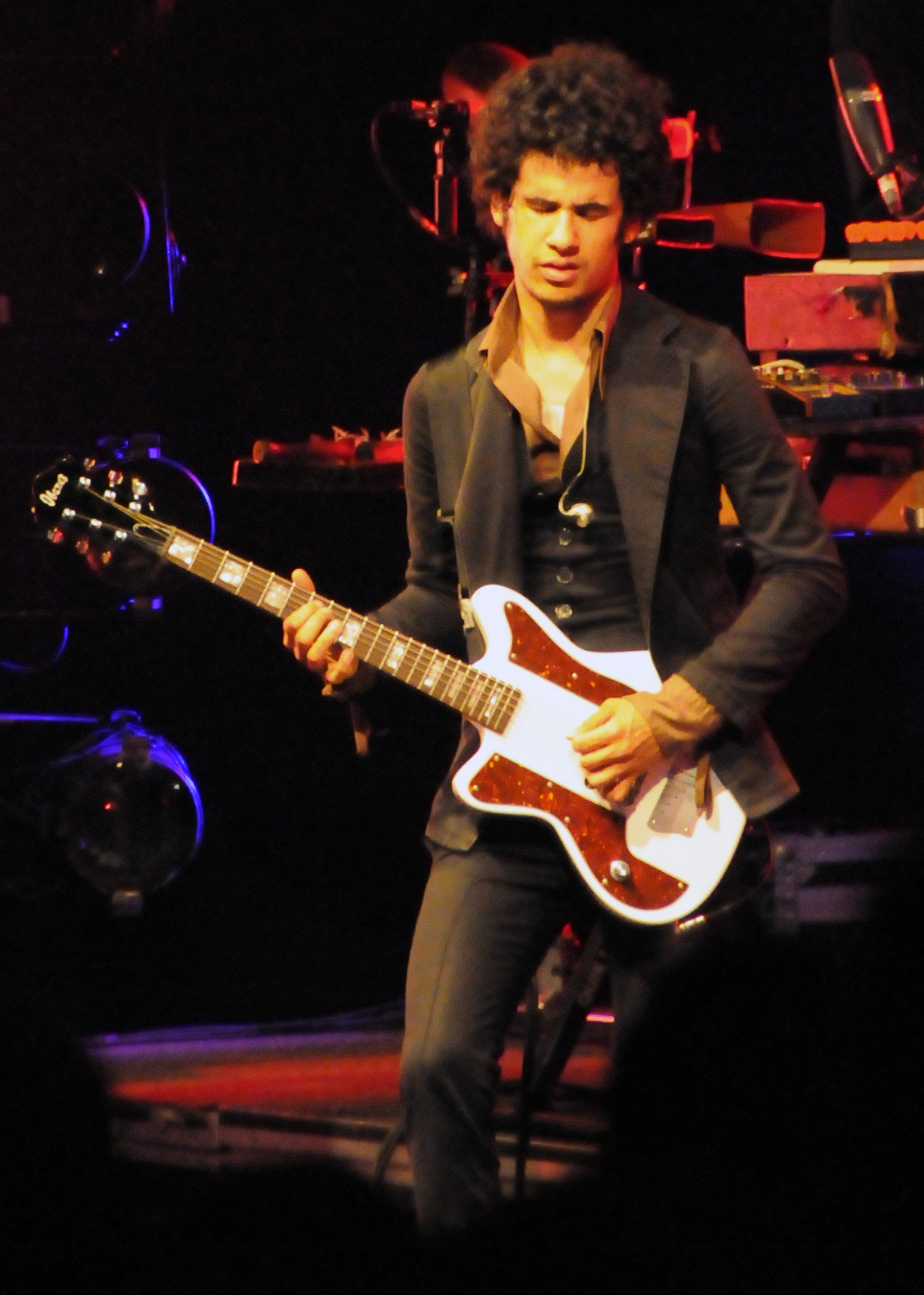
Omar Rodriguez Lopez (* 1975)

- Rodríguez López-Calleja, Luis Alberto (1960–2022), kubanischer Militär, Politiker und Manager
- Rodríguez Lucero, Diego († 1534), kastilischer Inquisitor

###### Rodriguez M
- Rodríguez Magro, Amadeo (* 1946), spanischer Geistlicher, römisch-katholischer Bischof von Jaén
- Rodríguez Maradiaga, Óscar (* 1942), honduranischer Ordensgeistlicher, emeritierter römisch-katholischer Erzbischof von Tegucigalpa und Kardinal
- Rodríguez Marín, Francisco (1855–1943), spanischer Dichter, Romanist, Hispanist, Ethnologe und Lexikograf
- Rodríguez Martín, Dámaso (1944–1991), spanischer Serienmörder
- Rodríguez Martín, José-Domingo (* 1971), spanischer Jurist
- Rodríguez Martínez, Atilano (* 1946), spanischer Geistlicher und emeritierter römisch-katholischer Bischof von Sigüenza-Guadalajara
- Rodríguez Martínez, Miriam (1960–2017), mexikanische Menschenrechtsaktivistin
- Rodríguez Martínez, Sergio (* 1978), spanischer Fußballspieler
- Rodríguez Medina, Rafael (* 1956), salvadorianischer Fußballschiedsrichter
- Rodríguez Méndez, Polito (* 1967), venezolanischer Geistlicher, römisch-katholischer Erzbischof von Barquisimeto
- Rodríguez Mitoma, Alfredo (* 1964), mexikanischer Fußballspieler
- Rodríguez Monegal, Emir (1921–1985), uruguayischer Schriftsteller, Romanist, Lusitanist und Hispanist
- Rodríguez Moreno, Javier (* 2002), spanischer Handballspieler
- Rodríguez Moreno, Marco Antonio (* 1973), mexikanischer Fußballschiedsrichter
- Rodríguez Muñoz, Sergio (* 1985), mexikanischer Fußballtorwart

###### Rodriguez N
- Rodríguez Nué, Lizardo (* 1910), peruanischer Fußballspieler

###### Rodriguez O
- Rodríguez Orejuela, Gilberto (1939–2022), kolumbianischer DrogenhändlerGilberto Rodríguez Orejuela (1939–2022)

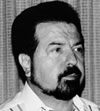
Gilberto Rodríguez Orejuela (1939–2022)

- Rodríguez Orejuela, Miguel (* 1943), kolumbianischer Drogenhändler

###### Rodriguez P
- Rodríguez Padilla, Rafael (1890–1929), guatemaltekischer Maler, Grafiker und Bildhauer
- Rodríguez Palop, María Eugenia (* 1970), spanische Juristin, Rechtsphilosophin und Politikerin, MdEP
- Rodríguez Pardo, Luis Aníbal (1915–2004), bolivianischer Geistlicher, römisch-katholischer Erzbischof von Santa Cruz de la Sierra
- Rodríguez Parrilla, Bruno (* 1958), kubanischer Politiker, amtierender Außenminister Kubas
- Rodríguez Peña, Nicolás (1775–1853), argentinischer Politiker
- Rodríguez Pérez, Víctor (* 1998), spanischer Volleyballspieler
- Rodríguez Pinedo, Francisco Javier (* 1981), mexikanischer Fußballspieler
- Rodríguez Pittí, José Luis (* 1971), panamaischer Schriftsteller und Dokumentar-Fotograf
- Rodríguez Plaza, Braulio (* 1944), spanischer Geistlicher und römisch-katholischer Erzbischof von Toledo
- Rodríguez Prampolini, Ida (1925–2017), mexikanische Kunsthistorikerin
- Rodriguez Puerto, Elvira (* 1964), kubanische Autorin und Künstlerin

###### Rodriguez R
- Rodríguez Rivera, Gilberto (* 1943), mexikanischer Fußballtorwart
- Rodríguez Rodríguez, Héctor Rafael (* 1961), dominikanischer Ordensgeistlicher und römisch-katholischer Erzbischof von Santiago de los Caballeros
- Rodriguez Rodriguez, Miguel (1931–2001), US-amerikanischer Ordensgeistlicher, katholischer Bischof
- Rodríguez Rodríguez, Román (* 1956), spanischer Politiker
- Rodríguez Rodríguez, Santiago (* 1968), dominikanischer römisch-katholischer Geistlicher, Bischof von San Pedro de Macorís
- Rodríguez Rollero, Gustavo (* 1963), kubanischer Politiker
- Rodríguez Romero, José Antonio (* 1992), mexikanischer Fußballtorhüter
- Rodríguez Romero, Juan (* 1947), spanischer Dirigent, Pianist, Komponist und Hochschullehrer
- Rodríguez Ruidíaz, Armando (* 1951), kubanischer Komponist
- Rodríguez Ruiz, Miguel (* 1935), spanischer Ordensgeistlicher, Salesianer Don Boscos, Neutestamentler

###### Rodriguez S
- Rodríguez Salazar, Jaime (* 1939), mexikanischer Geistlicher, emeritierter Bischof von Huánuco
- Rodríguez Salvador, Antonio (* 1960), kubanischer Dichter, Dramaturg und Essayist

###### Rodriguez T
- Rodríguez Taverna, Santiago (* 1999), argentinischer Tennisspieler
- Rodríguez Torres, Francisco (* 1957), spanischer Fußballspieler
- Rodríguez Torres, Miguel Eduardo (* 1964), venezolanischer Politiker, Innenminister

###### Rodriguez U
- Rodríguez Urrusti, Rafael (1922–2000), spanischer Künstler

###### Rodriguez V
- Rodríguez Valera, Alexis (* 1978), kubanischer Ringer
- Rodríguez Vargas, Orestes (1943–2024), peruanisch-spanischer Schachspieler
- Rodríguez Vega, Gustavo (* 1955), mexikanischer Geistlicher, Erzbischof von Yucatán
- Rodríguez Vega, Juan (1944–2021), chilenischer Fußballspieler
- Rodríguez Vega, Manuel (* 1942), chilenischer Fußballspieler
- Rodríguez Velásquez, Luis Fernando (* 1959), kolumbianischer Geistlicher, römisch-katholischer Erzbischof von Cali
- Rodríguez Vélez, José Luis (1915–1984), panamaischer Komponist, musikalischer Leiter, Saxophonist, Klarinettist und Gitarrist
- Rodríguez Veloso, Sebastián (* 1957), spanischer Terrorist und Schwimmer
- Rodríguez Verdejo, Ramón (* 1968), spanischer Fußballtorhüter
- Rodríguez Vidal, Adolfo (1920–2003), spanischer Geistlicher, römisch-katholischer Bischof von Los Ángeles in Chile
- Rodríguez Vila, Andrés (* 1973), uruguayischer Schachspieler
- Rodríguez Villamuela, Juan Antonio (* 1982), spanischer Fußballspieler

###### Rodriguez Z
- Rodríguez Zambrano, Diane Marie (* 1982), ecuadorianische Aktivistin und Politikerin
- Rodríguez Zapatero, José Luis (* 1960), spanischer Politiker (PSOE), Ministerpräsident
- Rodríguez Zeledón, José Joaquín (1838–1917), Präsident Costa Ricas

###### Rodriguez, A
- Rodríguez, Abel († 2025), kolumbianischer Zeichner
- Rodríguez, Abelardo L. (1889–1967), Präsident von Mexiko
- Rodriguez, Adam (* 1975), US-amerikanischer SchauspielerAdam Rodriguez (* 1975)

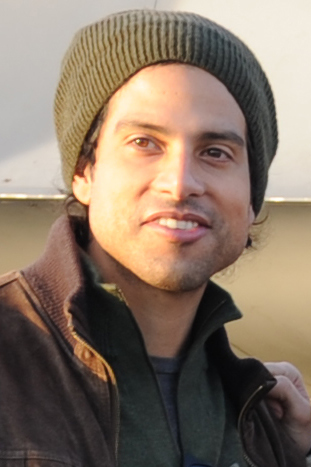
Adam Rodriguez (* 1975)

- Rodríguez, Adelardo (* 1939), spanischer Fußballspieler
- Rodríguez, Adriana (* 1999), kubanische Leichtathletin
- Rodríguez, Alberto (* 1947), uruguayischer Radrennfahrer
- Rodríguez, Alberto Junior (* 1984), peruanischer Fußballspieler
- Rodríguez, Aldo (* 1955), kubanischer Gitarrist, Komponist und Musikpädagoge
- Rodríguez, Alejandro (* 1986), uruguayischer Fußballspieler
- Rodríguez, Alex (* 1971), mexikanisch-französischer Filmeditor
- Rodríguez, Alex (* 1975), US-amerikanischer Baseballspieler
- Rodríguez, Alex (* 1980), andorranischer Fußballspieler
- Rodríguez, Álex (* 1990), panamaischer Fußballtorhüter
- Rodríguez, Alfonso Olmedo (1598–1628), spanischer Jesuit, Missionar und Märtyrer
- Rodríguez, Alfonso Roberto (* 1963), kubanischer Radrennfahrer
- Rodríguez, Alfredo (1936–2005), US-amerikanischer Jazzmusiker
- Rodríguez, Alfredo (* 1985), kubanischer Jazzmusiker (Piano, Komposition)Alfredo Rodríguez (* 1985)

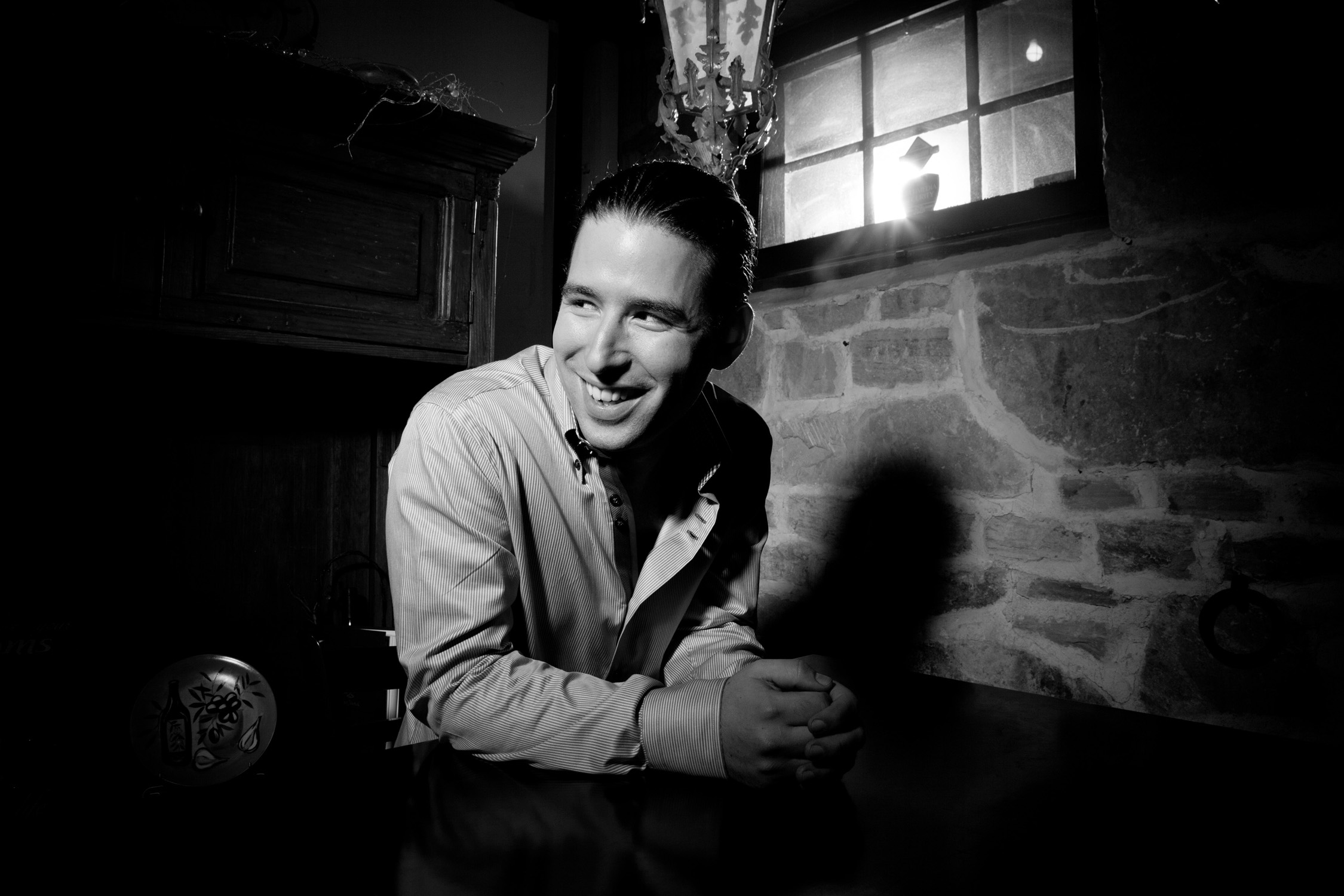
Alfredo Rodríguez (* 1985)

- Rodríguez, Almudena (* 1993), spanische Handballspielerin
- Rodriguez, Alonso (1578–1648), italienischer Maler des Barock
- Rodriguez, Alphons (1526–1616), spanischer Priester, Jesuit
- Rodriguez, Alphonsus (1532–1617), spanischer Jesuit und Laienbruder, Heiliger der katholischen Kirche
- Rodríguez, Álvaro, Drehbuchautor, Komponist und Schauspieler
- Rodríguez, Álvaro (* 2004), uruguayisch-spanischer Fußballspieler
- Rodríguez, Amauri (* 1997), dominikanischer Leichtathlet
- Rodriguez, Amy (* 1987), US-amerikanische Fußballspielerin
- Rodríguez, Andrés (1923–1997), paraguayischer Präsident
- Rodríguez, Andrés (* 1983), uruguayischer Fußballspieler
- Rodríguez, Andrónico (* 1988), bolivianischer PolitikerAndrónico Rodríguez (* 1988)

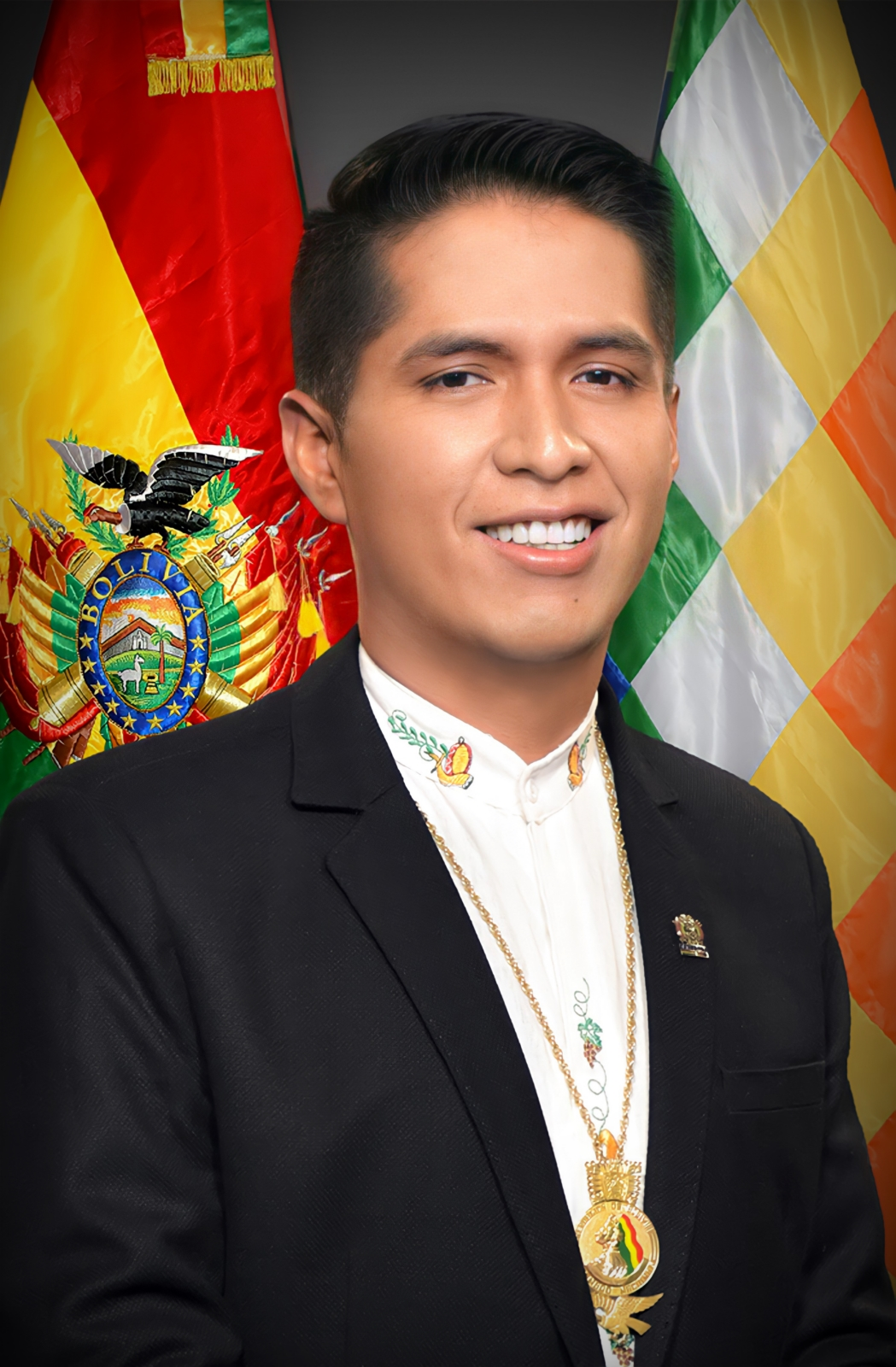
Andrónico Rodríguez (* 1988)

- Rodríguez, Ángel, argentinischer Boxer
- Rodríguez, Ángel (* 1992), uruguayischer Fußballspieler
- Rodríguez, Ángelo (* 1989), kolumbianischer Fußballspieler
- Rodríguez, Anselmo Fernández (1918–2000), portugiesischer Architekt und Fußballtrainer
- Rodriguez, Anthony (* 1979), französischer Judoka
- Rodriguez, Antoine (1918–1967), französischer Fußballspieler
- Rodríguez, Antonio (1926–2007), Oberst, Sportler und Sportfunktionär
- Rodríguez, Ányelo (* 1995), uruguayischer Fußballspieler
- Rodríguez, Arsenio (1911–1970), kubanischer Musiker und Komponist

###### Rodriguez, B
- Rodríguez, Bali (* 1985), costa-ricanisches Model und Schauspielerin
- Rodríguez, Baltasar (* 2003), argentinischer Fußballspieler
- Rodriguez, Béatrice (* 1959), französische Judoka
- Rodríguez, Belén (* 1984), argentinische Moderatorin und Model
- Rodríguez, Benito Epifanio (1903–2001), argentinischer Geistlicher, Weihbischof in Rosario
- Rodríguez, Bernardo, spanischer Fußballspieler
- Rodríguez, Berni (* 1980), spanischer Basketballspieler
- Rodríguez, Berta (* 1971), chilenische Tischtennisspielerin
- Rodríguez, Blanca (1926–2020), venezolanische Primera dama
- Rodríguez, Braian (* 1986), uruguayischer Fußballspieler
- Rodríguez, Brian (* 2000), uruguayischer Fußballspieler
- Rodriguez, Bruno (* 1972), französischer Fußballspieler
- Rodríguez, Bruno (* 1986), mexikanischer Tennisspieler
- Rodríguez, Bruno (* 1999), uruguayischer Langstreckenläufer

###### Rodriguez, C
- Rodriguez, Camila, US-amerikanische Schauspielerin
- Rodríguez, Carlos (1934–2017), kolumbianischer Fußballspieler
- Rodríguez, Carlos (* 1939), venezolanischer Boxer
- Rodríguez, Carlos (* 1990), uruguayischer Fußballspieler
- Rodríguez, Carlos (* 1990), spanischer E-Sportler
- Rodríguez, Carlos (* 1997), mexikanischer Fußballspieler
- Rodríguez, Carlos (* 2001), spanischer RadrennfahrerCarlos Rodríguez (* 2001)

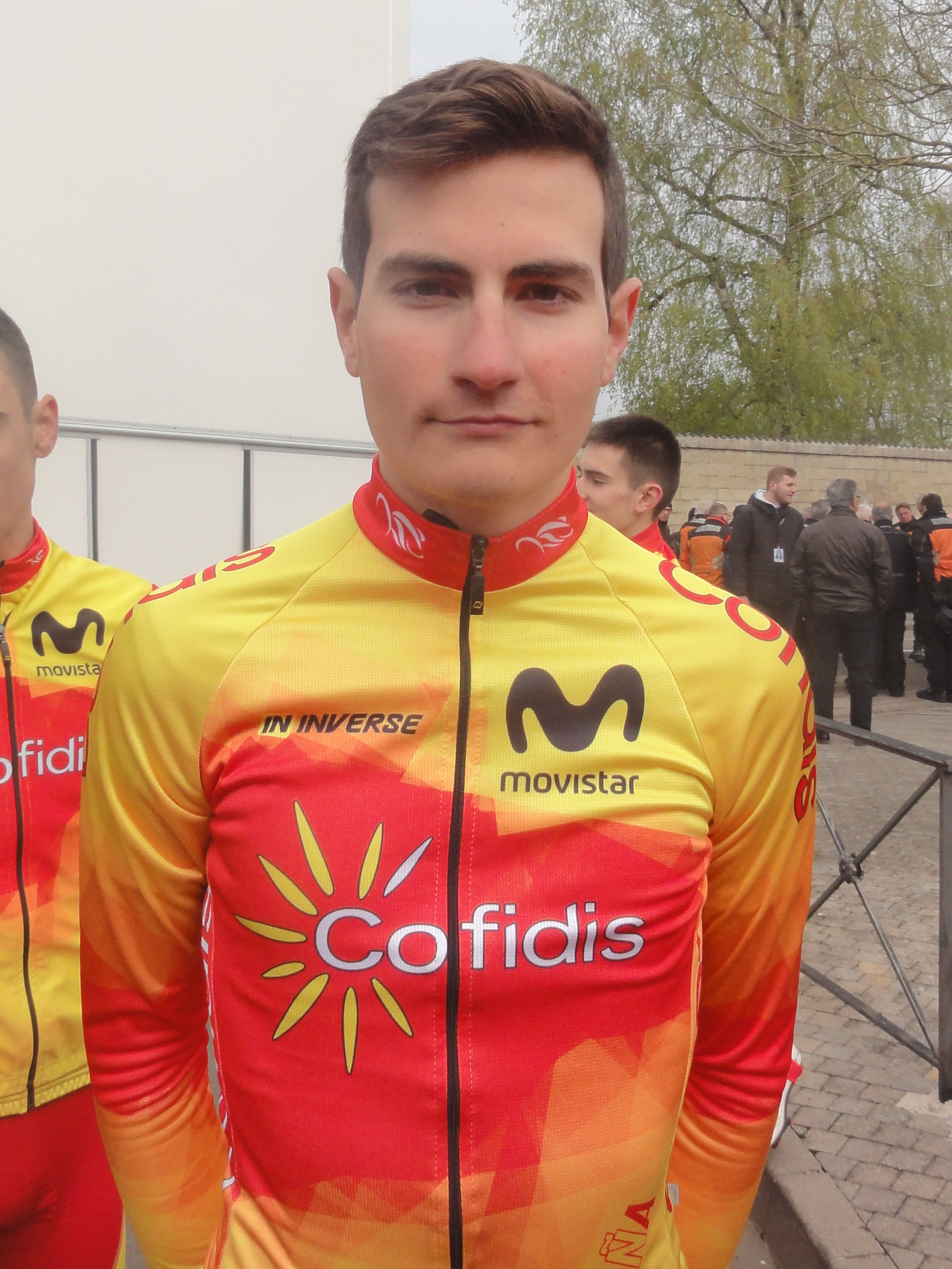
Carlos Rodríguez (* 2001)

- Rodríguez, Carlos Gerardo (* 1985), mexikanischer Fußballspieler
- Rodríguez, Carlos Márquez (1791–1878), spanischer Politiker
- Rodríguez, Carlos Rafael (1913–1997), kubanischer Politiker
- Rodríguez, Carol (* 1985), puerto-ricanische Leichtathletin
- Rodriguez, Carrie (* 1978), mexikanisch-US-amerikanische Singer-Songwriterin
- Rodríguez, Casimira (* 1966), bolivianische Politikerin
- Rodríguez, Catalina de María (1823–1896), argentinische römisch-katholische Ordensfrau und Ordensgründerin, Selige
- Rodríguez, César Augusto (* 1997), peruanischer Leichtathlet
- Rodríguez, Chadia (* 1998), italienische Rapperin
- Rodríguez, Charlie († 2019), puerto-ricanischer Salsa-Musiker
- Rodríguez, Chema (* 1980), spanischer Handballspieler und -trainer
- Rodríguez, Chema (* 1992), spanischer Fußballspieler
- Rodríguez, Chi-Chi (1935–2024), puerto-ricanischer Golfspieler
- Rodríguez, Christián (* 1995), uruguayischer Fußballspieler
- Rodríguez, Chucho (1918–1991), mexikanischer Komponist, Arrangeur, Pianist und Orchesterleiter
- Rodriguez, Ciro (* 1946), US-amerikanischer Politiker
- Rodríguez, Clara (* 1970), venezolanische Pianistin
- Rodríguez, Clemente (* 1981), argentinischer Fußballspieler
- Rodríguez, Climaco, uruguayischer Fußballspieler
- Rodríguez, Concepción, mexikanischer Fußballspieler
- Rodríguez, Cristian (* 1985), uruguayischer Fußballspieler
- Rodríguez, Cristian (* 1990), kolumbianischer Tennisspieler
- Rodríguez, Cristopher (* 1994), uruguayischer Fußballspieler

###### Rodriguez, D
- Rodríguez, Dani (* 2005), spanischer Fußballspieler
- Rodríguez, Daniel (* 1995), spanischer Sprinter
- Rodriguez, Danny (* 1990), deutscher Basketballspieler
- Rodríguez, Darío (* 1974), uruguayischer FußballspielerDarío Rodríguez (* 1974)

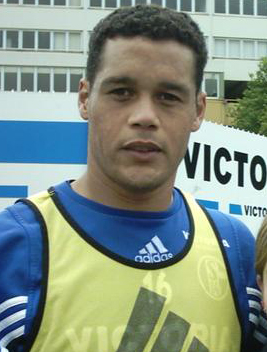
Darío Rodríguez (* 1974)

- Rodriguez, Dario (* 1991), deutscher DJ und Musikproduzent
- Rodriguez, David M. (* 1954), US-amerikanischer Offizier
- Rodríguez, Davinia (* 1980), spanische Opernsängerin (Sopran/Koloratursopran)
- Rodríguez, Déborah (* 1992), uruguayische Leichtathletin
- Rodríguez, Deheny (* 1995), mexikanische Fußballspielerin
- Rodríguez, Delcy (* 1969), venezolanische Politikerin
- Rodríguez, Delio (1916–1994), spanischer Radrennfahrer
- Rodriguez, Delvin (* 1980), dominikanischer Boxer
- Rodríguez, Didier (* 1998), panamaischer Leichtathlet
- Rodríguez, Diego (* 1991), uruguayischer Fußballspieler
- Rodríguez, Diego Manuel (* 1986), uruguayischer Fußballspieler
- Rodríguez, Diego Martín (* 1989), uruguayischer Fußballspieler
- Rodríguez, Douglas (1950–2012), kubanischer Boxer
- Rodríguez, Dulce María (* 1972), mexikanische Langstreckenläuferin

###### Rodriguez, E
- Rodriguez, Edelweiss (1911–1962), italienischer Boxer
- Rodríguez, Eduardo (* 1956), bolivianischer Übergangspräsident 2005Eduardo Rodríguez (* 1956)

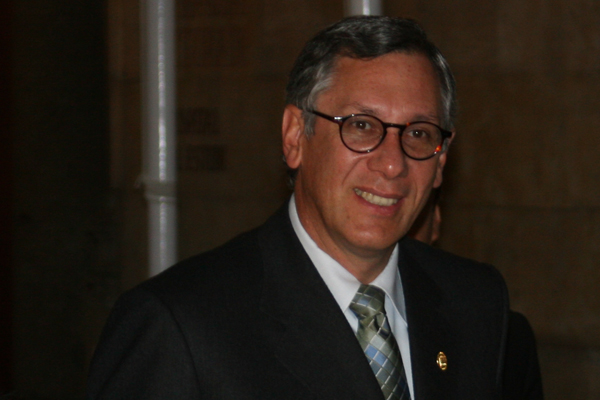
Eduardo Rodríguez (* 1956)

- Rodríguez, Efraín, venezolanischer Radrennfahrer
- Rodriguez, Elias (* 1964), mikronesischer Marathonläufer
- Rodriguez, Elizabeth (* 1980), US-amerikanische SchauspielerinElizabeth Rodriguez (* 1980)

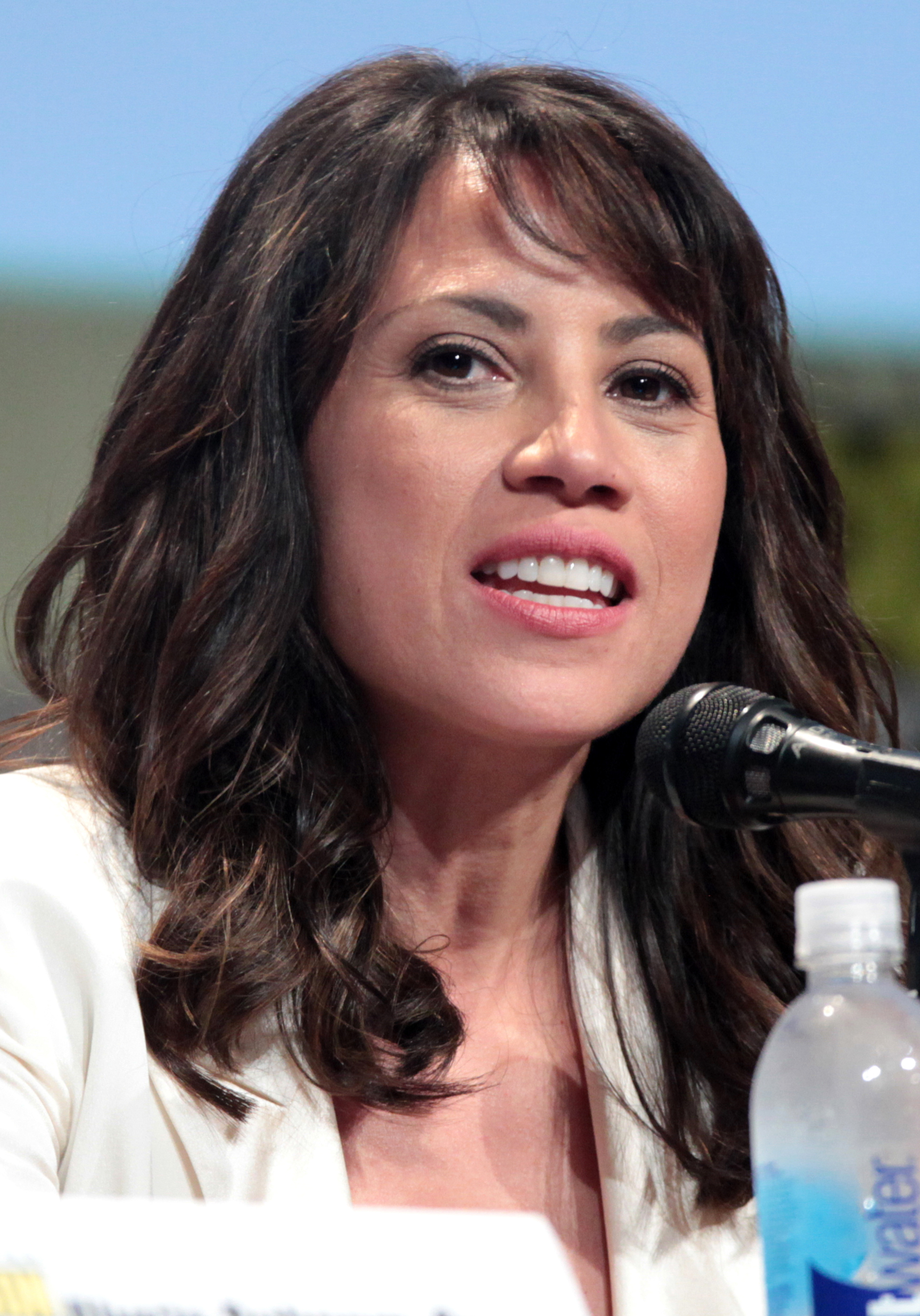
Elizabeth Rodriguez (* 1980)

- Rodríguez, Elvira (* 1949), spanische Politikerin (PP), Ministerin und Wirtschaftswissenschaftlerin
- Rodríguez, Elvismar (* 1997), venezolanische Judoka
- Rodríguez, Emiliano (* 1937), spanischer Basketballspieler
- Rodríguez, Emilio (1923–1984), spanischer Radrennfahrer
- Rodríguez, Emmanuel (* 1992), puerto-ricanischer Boxer im Bantamgewicht
- Rodríguez, Enrique (1901–1971), argentinischer Bandoneonist, Bandleader und Tangokomponist
- Rodríguez, Enrique (1951–2022), spanischer Boxer
- Rodríguez, Estefano (* 1962), mexikanischer Fußballtorhüter
- Rodríguez, Estela (1967–2022), kubanische Judoka
- Rodriguez, Eulogio A. senior (1883–1964), philippinischer Politiker
- Rodríguez, Ezequiel (* 1977), argentinischer Schauspieler

###### Rodriguez, F
- Rodríguez, Facundo (* 1986), argentinischer Fußballschiedsrichterassistent
- Rodríguez, Facundo (* 1993), uruguayischer Fußballspieler
- Rodríguez, Facundo (Fußballspieler, Februar 1995) (* 1995), uruguayischer Fußballspieler
- Rodríguez, Facundo (Fußballspieler, August 1995) (* 1995), uruguayischer Fußballspieler
- Rodríguez, Fátima (* 1961), galicische Schriftstellerin und Übersetzerin
- Rodríguez, Federico (* 1991), uruguayischer Fußballspieler
- Rodríguez, Felipe (1760–1815), spanischer Organist, Komponist und Mönch des Klosters Montserrat
- Rodríguez, Felipe (* 1990), uruguayischer Fußballspieler
- Rodríguez, Félix (* 1941), US-amerikanischer CIA-Agent
- Rodríguez, Fernando (* 1983), uruguayischer Fußballspieler
- Rodríguez, Fernando Daniel (* 1970), argentinischer römisch-katholischer Geistlicher, Weihbischof in Lomas de Zamora
- Rodríguez, Francisco (1915–1998), mexikanischer Radrennfahrer
- Rodríguez, Francisco (* 1938), panamaischer Politiker, 42. Staatspräsident von Panama
- Rodríguez, Francisco (1945–2024), venezolanischer Boxer
- Rodríguez, Francisco (* 1995), Schweizer Fussballspieler
- Rodríguez, Francisco junior (* 1993), mexikanischer Boxer
- Rodriguez, Fred (* 1973), US-amerikanischer Radrennfahrer
- Rodriguez, Freddy (1931–2020), amerikanischer Jazzmusiker (Saxophon)
- Rodríguez, Freddy (* 1975), US-amerikanischer SchauspielerFreddy Rodríguez (* 1975)

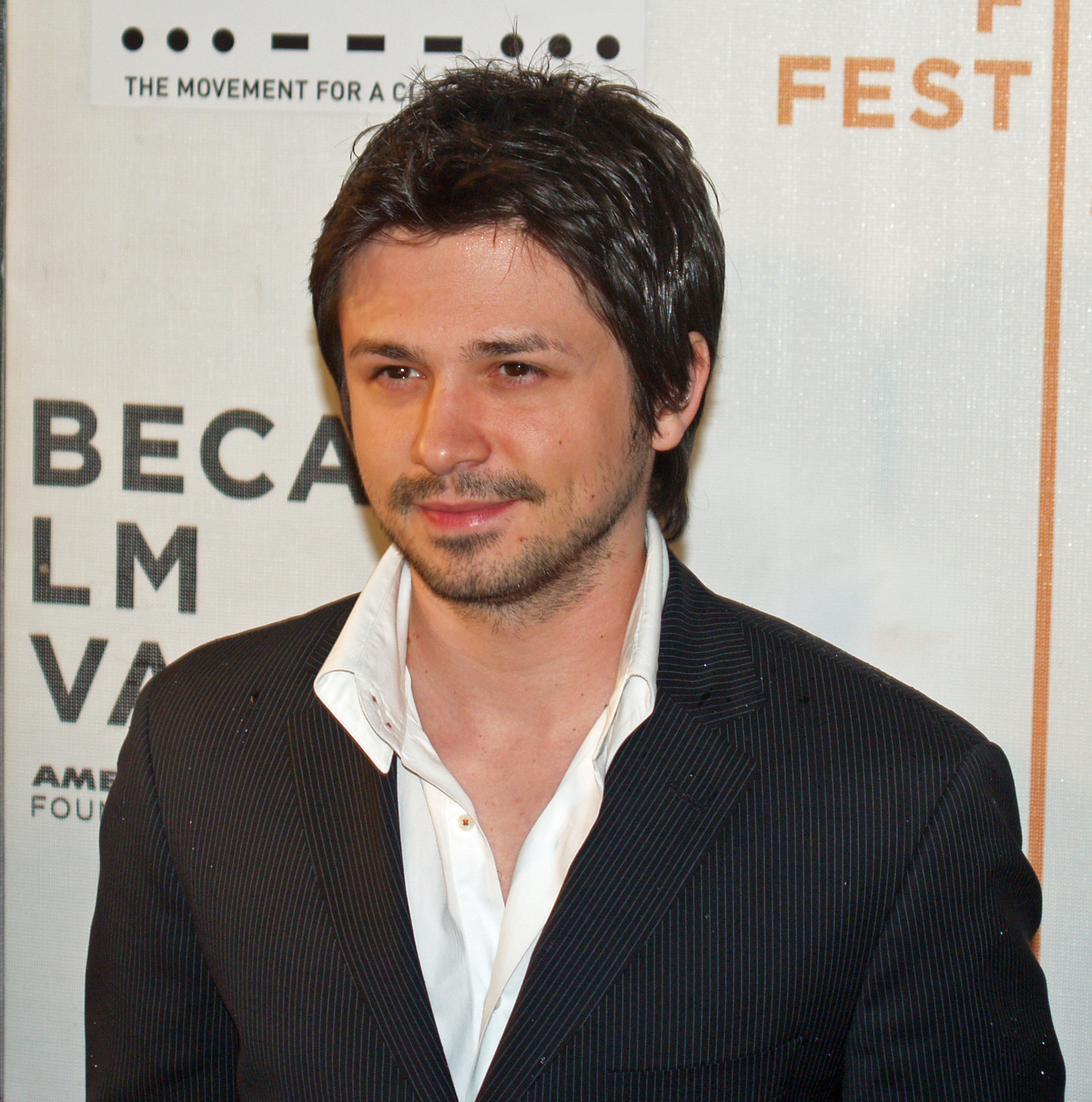
Freddy Rodríguez (* 1975)

###### Rodriguez, G
- Rodríguez, Gabino (1927–1998), mexikanischer Radrennfahrer
- Rodríguez, Gabriela, venezolanische Filmproduzentin
- Rodríguez, Gabriele (1961–2022), deutsche Namenforscherin
- Rodríguez, Gabriella (* 1980), mexikanische Badmintonspielerin
- Rodríguez, Gastón (* 1992), uruguayischer Fußballspieler
- Rodríguez, Gastón (* 1994), uruguayischer Fußballspieler
- Rodríguez, Génesis (* 1987), US-amerikanische Schauspielerin venezolanisch-kubanischer Herkunft
- Rodríguez, Georgina (* 1994), argentinisch-spanisches Model
- Rodríguez, Gianni (* 1994), uruguayischer Fußballspieler
- Rodriguez, Gina (* 1984), US-amerikanische SchauspielerinGina Rodriguez (* 1984)

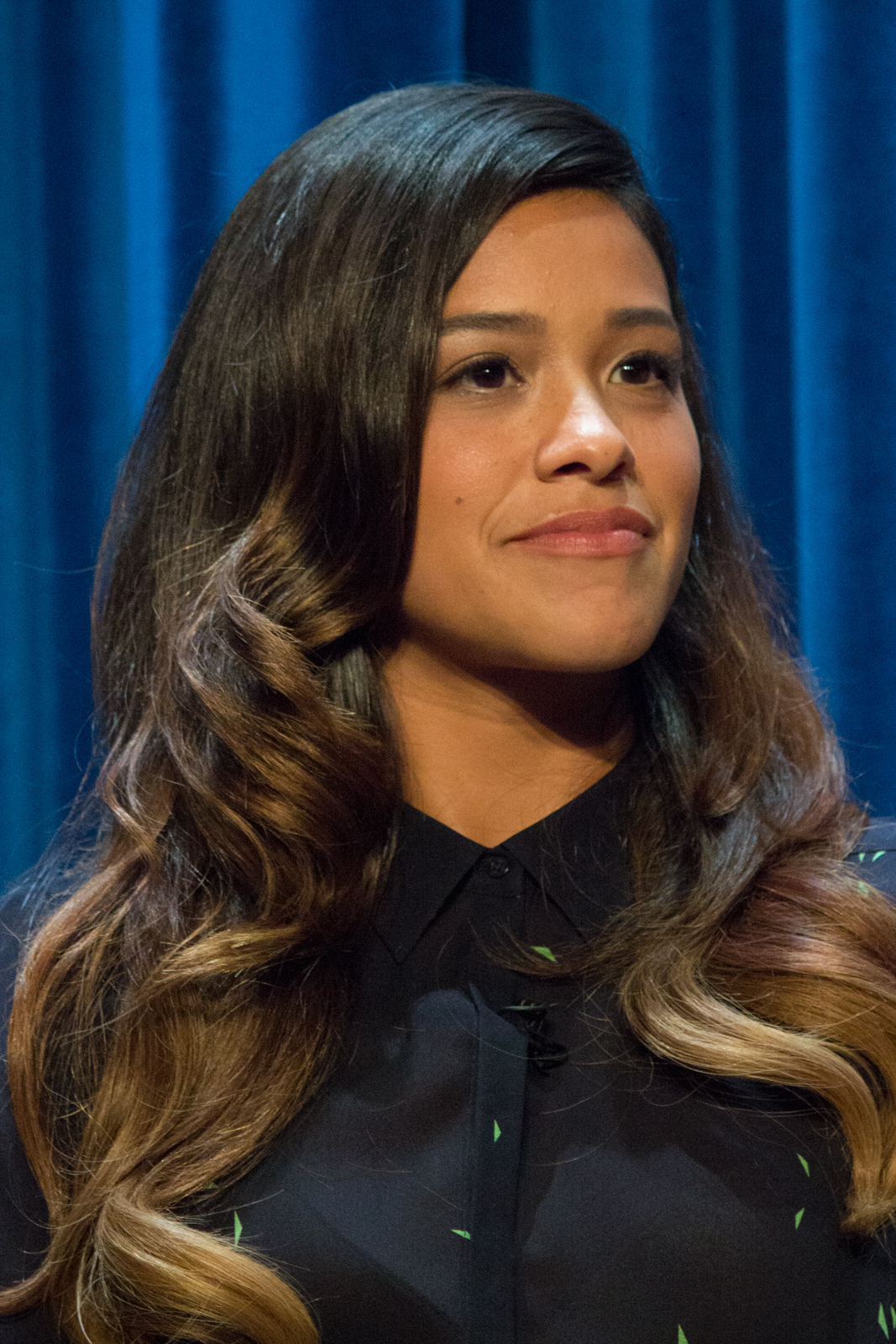
Gina Rodriguez (* 1984)

- Rodríguez, Gladys (* 1943), puerto-ricanische Schauspielerin
- Rodríguez, Gonzalo (1972–1999), uruguayischer Rennfahrer
- Rodríguez, Gonzalo (* 1984), argentinischer Fußballspieler
- Rodríguez, Gregorio, uruguayischer Fußballspieler
- Rodríguez, Guido (* 1994), argentinischer Fußballspieler
- Rodríguez, Guillermo (* 1984), uruguayischer Fußballspieler
- Rodríguez, Gustavo (* 1979), spanischer Radrennfahrer

###### Rodriguez, H
- Rodríguez, Héctor (* 1951), kubanischer Judoka
- Rodríguez, Héctor (* 1982), honduranischer Fußballschiedsrichter
- Rodríguez, Hernán (* 1933), chilenischer Fußballspieler
- Rodríguez, Hildegart (1914–1933), spanische Tochter von Aurora RodríguezHildegart Rodríguez (1914–1933)

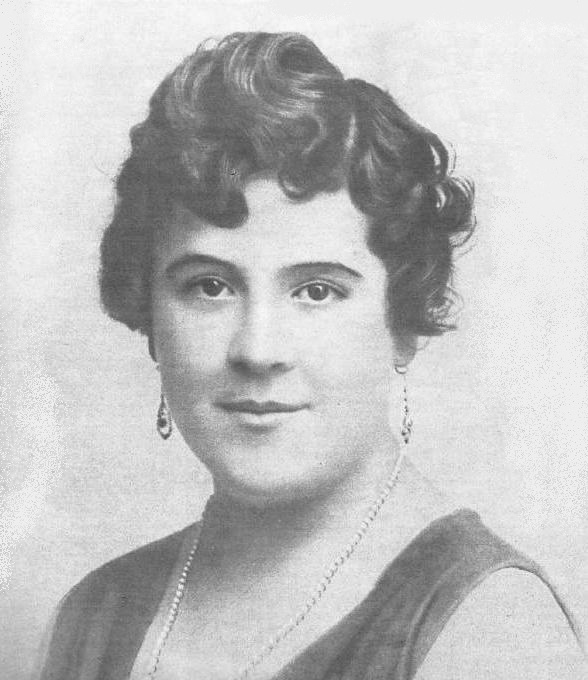
Hildegart Rodríguez (1914–1933)

- Rodríguez, Hugo René (* 1959), mexikanischer Fußballspieler
- Rodríguez, Humberto (* 1969), mexikanischer Boxer

###### Rodriguez, I
- Rodríguez, Ignacio (1956–2025), mexikanischer Fußballspieler
- Rodríguez, Inocente (* 1845), Präsident von Honduras
- Rodríguez, Irina (* 1977), spanische Synchronschwimmerin
- Rodriguez, Isai (* 1998), US-amerikanischer Mittel- und Langstreckenläufer
- Rodríguez, Ismael (1917–2004), mexikanischer Filmregisseur, Drehbuchautor und Filmproduzent
- Rodríguez, Ismael (* 1981), mexikanischer Fußballspieler
- Rodríguez, Iván (1937–2022), puerto-ricanischer Sprinter
- Rodríguez, Iván (* 1971), puerto-ricanischer Baseballspieler

###### Rodriguez, J
- Rodríguez, Jackson (* 1985), venezolanischer Radrennfahrer
- Rodríguez, Jaime (* 1959), salvadorianischer Fußballspieler
- Rodríguez, Jairo (* 1949), kolumbianischer Radrennfahrer
- Rodriguez, Jake (* 1965), puerto-ricanischer Boxer im Halbweltergewicht
- Rodríguez, James (* 1991), kolumbianischer FußballspielerJames Rodríguez (* 1991)

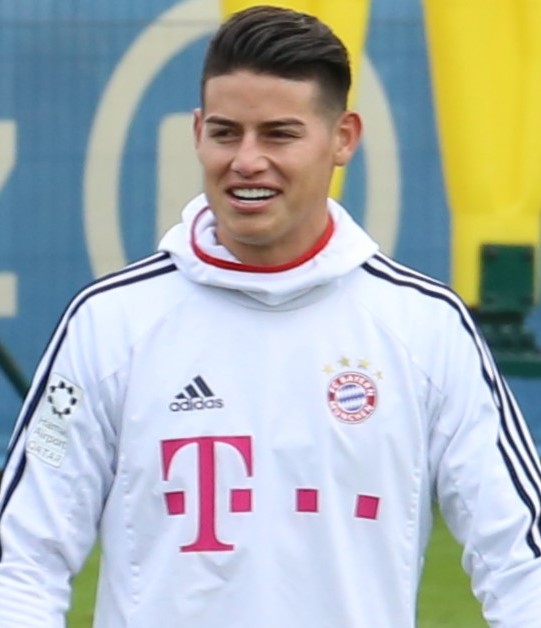
James Rodríguez (* 1991)

- Rodriguez, James (* 2003), US-amerikanischer Schauspieler
- Rodríguez, Jaqueline (* 1996), mexikanische Fußballspielerin
- Rodriguez, Jay (* 1967), US-amerikanischer Jazzmusiker (Saxophon)
- Rodriguez, Jay (* 1989), englischer Fußballspieler
- Rodriguez, Jennifer (* 1976), US-amerikanische Eisschnellläuferin
- Rodríguez, Jennifer (* 1999), kolumbianische Hochspringerin
- Rodríguez, Jesse (* 2000), US-amerikanischer Boxer
- Rodríguez, Jholeixon (* 2007), ecuadorianischer Hochspringer
- Rodríguez, Jhonatan (* 2002), kolumbianischer Mittelstreckenläufer
- Rodríguez, Joao (* 1996), kolumbianischer Fußballspieler
- Rodríguez, Joaquim (* 1979), spanischer RadrennfahrerJoaquim Rodríguez (* 1979)

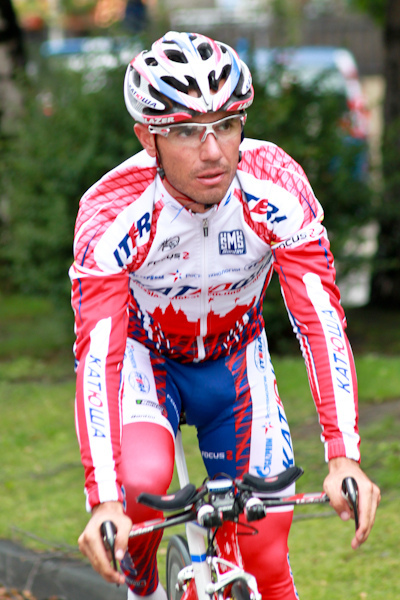
Joaquim Rodríguez (* 1979)

- Rodríguez, Johan (* 1975), mexikanischer Fußballspieler
- Rodríguez, Johnny (1912–1997), puerto-ricanischer Sänger und Komponist
- Rodriguez, Johnny (1951–2025), US-amerikanischer Country-Sänger
- Rodríguez, Johnny (* 1973), andorranischer Fußballspieler
- Rodríguez, Jonathan Ezequiel (* 1993), uruguayischer Fußballspieler
- Rodríguez, Jonathan Javier (* 1993), uruguayischer Fußballspieler
- Rodríguez, Jony (* 1991), spanischer Fußballspieler
- Rodríguez, Jorge (* 1965), venezolanischer Psychiater und Politiker
- Rodríguez, Jorge Marcelo (* 1985), uruguayischer Fußballspieler
- Rodríguez, José (* 1959), kubanischer Judoka
- Rodríguez, José (* 1967), puerto-ricanischer Boxer
- Rodríguez, José (* 1994), spanischer Fußballspieler
- Rodriguez, Jose A. (* 1948), US-amerikanischer Direktor des National Clandestine Service
- Rodríguez, José Antonio (* 1954), dominikanischer Sänger, Komponist und Politiker
- Rodríguez, José Antonio (* 1964), spanischer Flamenco-Gitarrist
- Rodríguez, José Dumbo (1939–2015), mexikanischer Fußballspieler und -trainer
- Rodríguez, José Luis, mexikanischer Fußballspieler
- Rodríguez, José Luis (* 1997), uruguayischer Fußballspieler
- Rodríguez, José Luis (* 1998), panamaischer Fußballspieler
- Rodríguez, Juan (1928–2019), uruguayischer Ruderer
- Rodríguez, Juan (* 1983), spanischer Dartspieler
- Rodríguez, Juan (* 1994), salvadorianischer Sprinter
- Rodríguez, Juan Carlos (* 1965), spanischer Fußballspieler
- Rodríguez, Juan Francisco, uruguayischer Politiker
- Rodríguez, Juan Jacinto (* 1958), uruguayischer Fußballspieler und -trainer
- Rodríguez, Juan Manuel (1771–1847), salvadorianischer Politiker; Jefe Supremo 1824
- Rodríguez, Juan Miguel (* 1967), kubanischer Sportschütze
- Rodríguez, Juan Pablo (* 1979), mexikanischer Fußballspieler
- Rodríguez, Juan Pablo (* 1982), uruguayischer Fußballspieler
- Rodriguez, Julien (* 1978), französischer Fußballspieler
- Rodríguez, Julio (* 1977), uruguayischer Fußballspieler
- Rodríguez, Julio (* 1995), venezolanischer Leichtathlet
- Rodriguez, Julius (* 1998), amerikanischer Jazzmusiker (Piano, Schlagzeug)

###### Rodriguez, K
- Rodríguez, Katia, dominikanische Sängerin
- Rodríguez, Kevin (* 2000), ecuadorianischer Fußballspieler
- Rodriguez, Krysta (* 1984), US-amerikanische Filmschauspielerin und MusicaldarstellerinKrysta Rodriguez (* 1984)

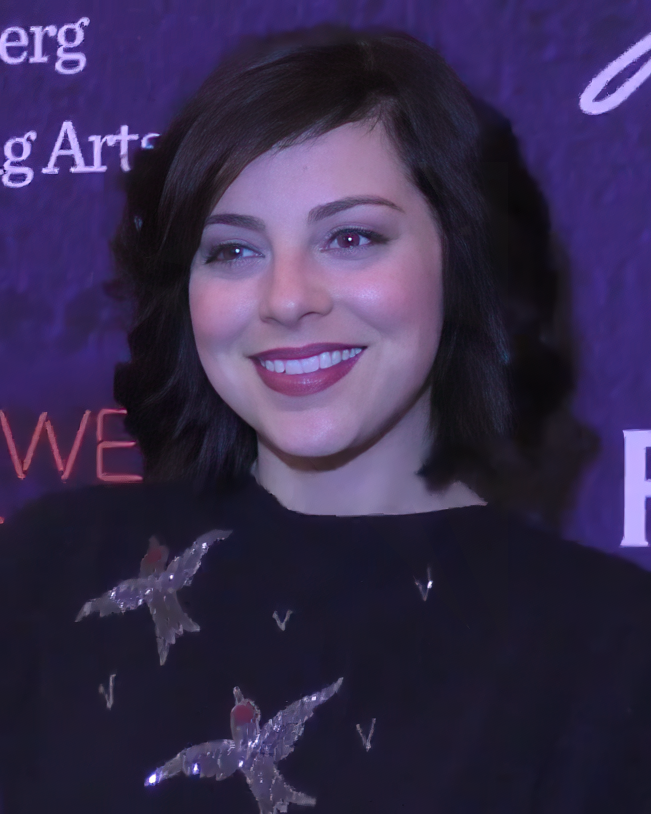
Krysta Rodriguez (* 1984)

###### Rodriguez, L
- Rodríguez, La Mala (* 1979), spanische Sängerin
- Rodríguez, Lalo (* 1958), puerto-ricanischer Musiker
- Rodríguez, Laura (* 1999), spanische Radsportlerin
- Rodríguez, Leandro (* 1992), uruguayischer Fußballspieler
- Rodriguez, Lee (* 1999), US-amerikanische Schauspielerin
- Rodríguez, Leonardo (* 1966), argentinischer Fußballspieler
- Rodríguez, Leonel (* 1995), uruguayischer Radrennfahrer
- Rodriguez, Lina, kolumbianisch-kanadische Filmregisseurin, Drehbuchautorin, Editorin und Kamerafrau
- Rodríguez, Lixy (* 1990), costa-ricanische Fußballspielerin
- Rodríguez, Lola (* 1998), spanische Schauspielerin, Model und LGBT-AktivistinLola Rodríguez (* 1998)

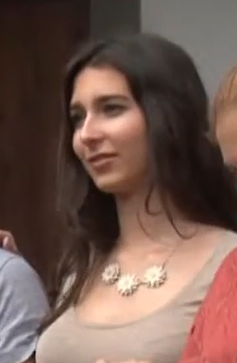
Lola Rodríguez (* 1998)

- Rodríguez, Lucas (* 1993), uruguayischer Fußballspieler
- Rodríguez, Lucas (* 1997), argentinischer Fußballspieler
- Rodríguez, Lucas (* 1999), uruguayischer Fußballspieler
- Rodríguez, Lucía (* 1998), spanische Mittel- und Langstreckenläuferin
- Rodríguez, Lucía (* 1999), spanische Fußballspielerin
- Rodríguez, Luciano (* 2003), uruguayischer Fußballspieler
- Rodriguez, Luigi († 1609), italienischer Maler des Manierismus
- Rodríguez, Luis (1937–1996), kubanischer Boxer
- Rodríguez, Luis (* 1947), venezolanischer Boxer
- Rodriguez, Luis (* 1948), spanischer Musikproduzent
- Rodríguez, Luis (* 1961), chilenischer Fußballspieler
- Rodríguez, Luis (* 1998), uruguayischer Fußballspieler
- Rodriguez, Lukas (* 2003), US-amerikanischer Schauspieler

###### Rodriguez, M
- Rodríguez, Manolo, mexikanischer Fußballspieler
- Rodríguez, Manuel (1785–1818), chilenischer Rechtsanwalt, Offizier, Revolutionär und Politiker
- Rodríguez, Manuel (1939–2018), chilenischer Fußballspieler
- Rodriguez, Marcel (* 1984), paraguayisch-deutscher Schauspieler
- Rodríguez, Marcelo (* 1987), uruguayischer Fußballspieler
- Rodríguez, Mario (* 1988), mexikanischer Boxer
- Rodríguez, Mario (* 1994), US-amerikanisch-mexikanischer Fußballspieler
- Rodríguez, Mario César (* 1975), honduranischer Fußballspieler
- Rodríguez, Mario-Ernesto (* 1976), uruguayisch-italienischer Fußballspieler
- Rodríguez, Martín (1771–1845), argentinischer Politiker und Soldat
- Rodríguez, Martín (* 1969), argentinischer Tennisspieler
- Rodríguez, Martín (* 1970), uruguayischer Fußballspieler
- Rodríguez, Martín (* 1974), argentinischer Regattasegler
- Rodríguez, Martín (* 1985), uruguayischer Fußballspieler
- Rodríguez, Martín (* 1989), uruguayischer Fußballspieler
- Rodríguez, Martín (* 1994), chilenischer Fußballspieler
- Rodríguez, Martín Emilio (* 1942), kolumbianischer Radrennfahrer
- Rodríguez, Mathías (* 1997), uruguayischer Fußballspieler
- Rodríguez, Matías (* 1986), argentinischer Fußballspieler
- Rodríguez, Mauro (* 1990), uruguayischer Fußballspieler
- Rodríguez, Maxi (* 1981), argentinischer Fußballspieler
- Rodríguez, Maximiliano (* 1990), uruguayischer Fußballspieler
- Rodriguez, Mel (* 1973), US-amerikanischer Schauspieler
- Rodríguez, Michael (* 1981), costa-ricanischer Fußballspieler
- Rodríguez, Michelle (* 1978), US-amerikanische Schauspielerin und SynchronsprecherinMichelle Rodríguez (* 1978)

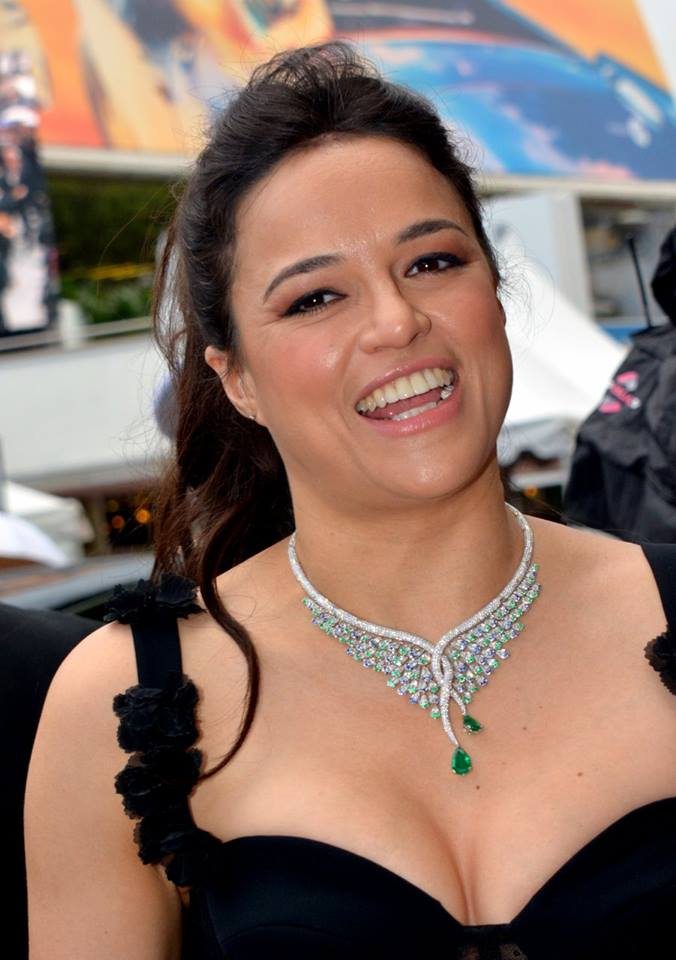
Michelle Rodríguez (* 1978)

- Rodríguez, Miguel Ángel (* 1967), mexikanischer Leichtathlet
- Rodríguez, Miguel Ángel (* 1985), kolumbianischer Squashspieler
- Rodriguez, Mike (* 1979), US-amerikanischer Jazzmusiker (Trompete)
- Rodríguez, Milton Vicente (* 1954), ecuadorianischer Fußballspieler
- Rodríguez, Misa (* 1999), spanische Fußballspielerin
- Rodríguez, Misael (* 1994), mexikanischer Boxer
- Rodriguez, MJ (* 1991), US-amerikanische Schauspielerin und SängerinMJ Rodriguez (* 1991)

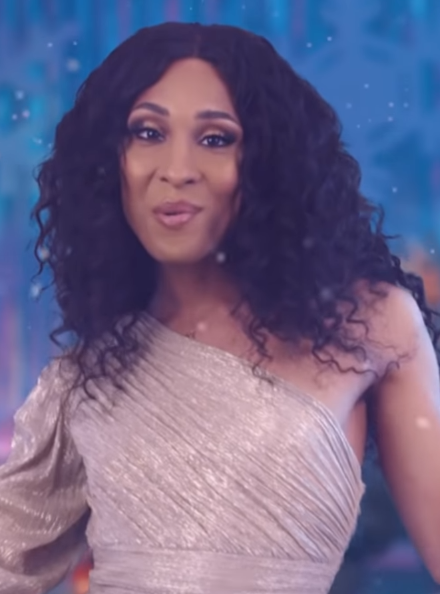
MJ Rodriguez (* 1991)

- Rodríguez, Monserrath (* 1999), mexikanische Radrennfahrerin

###### Rodriguez, N
- Rodriguez, Narciso (* 1961), US-amerikanischer Modedesigner
- Rodríguez, Natalia (* 1979), spanische Leichtathletin
- Rodríguez, Natalia (* 1992), spanische Schauspielerin
- Rodriguez, Naudo, brasilianischer Gitarrist
- Rodríguez, Nelson (* 1955), venezolanischer Boxer
- Rodríguez, Nicolás (* 1991), spanischer Segler
- Rodríguez, Nicolás (* 1991), uruguayischer Fußballspieler
- Rodriguez, Nikki (* 2002), US-amerikanische Schauspielerin

###### Rodriguez, O
- Rodríguez, Olga (* 1975), spanische Journalistin
- Rodríguez, Óscar (* 1995), spanischer Radrennfahrer

###### Rodriguez, P
- Rodríguez, Pacho (* 1960), kolumbianischer Radrennfahrer
- Rodríguez, Patricia Yurena (* 1990), spanische Schönheitskönigin und Schauspielerin
- Rodríguez, Patricio (1938–2020), chilenischer Tennisspieler
- Rodríguez, Patricio (* 1990), argentinischer Fußballspieler
- Rodriguez, Paul (* 1955), mexikanischer Schauspieler und Comedian
- Rodriguez, Paul (* 1984), mexikanisch-US-amerikanischer Skateboarder
- Rodríguez, Pedro († 1310), Kardinal der Römischen Kirche und Bischof von Burgos
- Rodríguez, Pedro (1940–1971), mexikanischer Formel-1- und Sportwagenrennfahrer
- Rodríguez, Pedro (* 1950), kubanischer Radrennfahrer
- Rodríguez, Pedro Álvaro (* 1966), ecuadorianischer Radrennfahrer
- Rodriguez, Percy (1918–2007), kanadischer Schauspieler
- Rodríguez, Pete (1932–2000), puerto-ricanischer Musiker
- Rodríguez, Peter (1926–2016), US-amerikanischer Maler und Museumsgründer
- Rodríguez, Plácido (* 1940), mexikanisch-US-amerikanischer Ordensgeistlicher, emeritierter römisch-katholischer Bischof von Lubbock

###### Rodriguez, R
- Rodríguez, Rafael (* 1981), spanischer Radrennfahrer
- Rodriguez, Raini (* 1993), US-amerikanische Schauspielerin
- Rodríguez, Ramón (* 1979), US-amerikanischer SchauspielerRamón Rodríguez (* 1979)

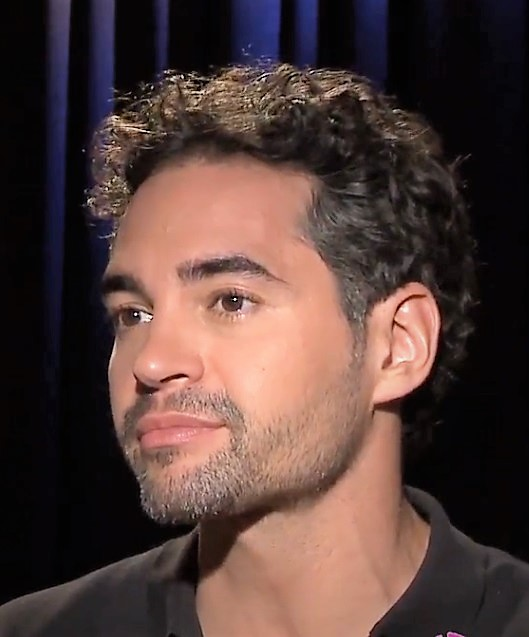
Ramón Rodríguez (* 1979)

- Rodriguez, Raoul (* 1963), US-amerikanischer Ruderer
- Rodriguez, Raquel (* 1991), amerikanische Wrestlerin
- Rodríguez, Raquel (* 1993), costa-ricanische Fußballspielerin
- Rodríguez, Raúl (1915–1977), argentinischer Boxer
- Rodríguez, Raymundo (* 1905), mexikanischer Fußballspieler
- Rodriguez, Rebel (* 1999), US-amerikanischer Schauspieler
- Rodríguez, Ribair (* 1987), uruguayischer Fußballspieler
- Rodríguez, Ricardo (1942–1962), mexikanischer Rennfahrer
- Rodríguez, Ricardo (* 1974), spanischer Fußballtrainer
- Rodríguez, Ricardo (* 1992), Schweizer Fussballspieler
- Rodríguez, Ricardo (* 1993), venezolanischer Tennisspieler
- Rodriguez, Richard (* 1958), US-amerikanischer Hochschullehrer, Weltrekordler im Achterbahndauerfahrten
- Rodríguez, Richard (* 1992), uruguayischer Fußballspieler
- Rodriguez, Rico (1934–2015), jamaikanischer Populärmusiker
- Rodriguez, Rico (* 1998), US-amerikanischer Schauspieler
- Rodriguez, Robert (* 1968), US-amerikanischer Filmregisseur, Drehbuchautor, Filmkomponist und FilmproduzentRobert Rodriguez (* 1968)

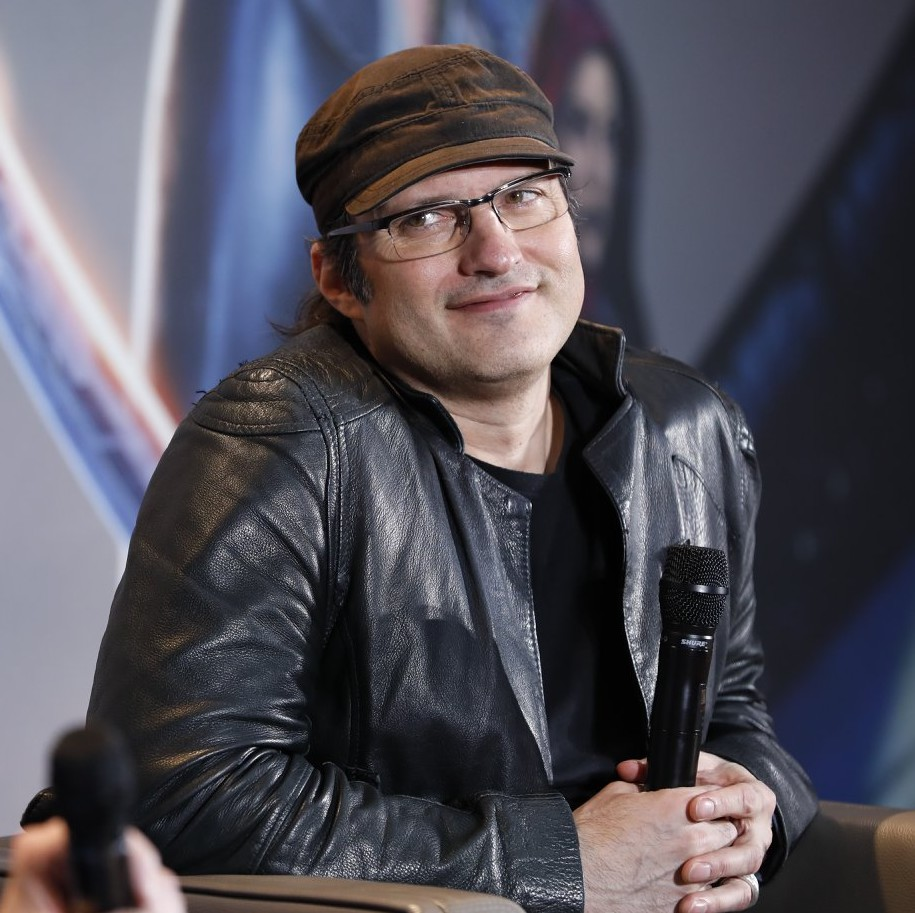
Robert Rodriguez (* 1968)

- Rodríguez, Robert Xavier (* 1946), US-amerikanischer Komponist
- Rodríguez, Roberto (1936–2021), argentinischer Geistlicher, römisch-katholischer Bischof von La Rioja
- Rodríguez, Roberto (* 1946), mexikanischer Fußballspieler auf der Position eines Stürmers
- Rodríguez, Roberto (* 1990), Schweizer Fussballspieler
- Rodríguez, Rodolfo (* 1956), uruguayischer Fußballspieler
- Rodríguez, Rodrigo (* 1995), uruguayischer Fußballspieler
- Rodríguez, Roger (* 1982), kubanischer Radrennfahrer
- Rodríguez, Roldán (* 1984), spanischer Rennfahrer
- Rodríguez, Roque Adames (1928–2009), dominikanischer Bischof
- Rodríguez, Rosa (* 1986), venezolanische Hammerwerferin
- Rodriguez, Rosemary, US-amerikanische Film- und Fernsehregisseurin
- Rodriguez, Rowby-John (* 1994), österreichischer DartspielerRowby-John Rodriguez (* 1994)

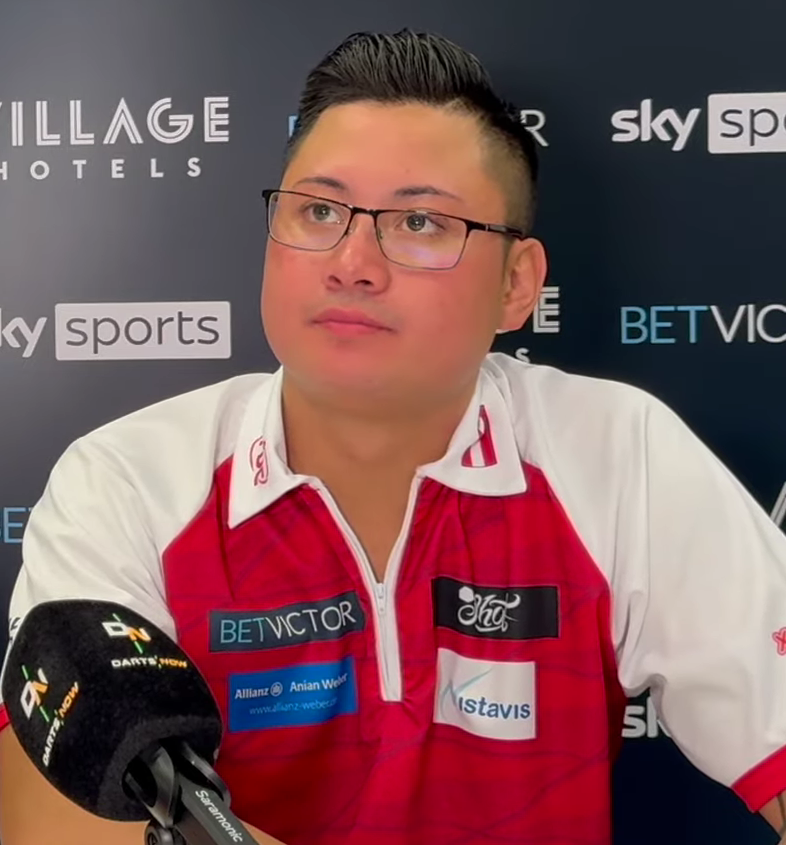
Rowby-John Rodriguez (* 1994)

- Rodriguez, Rusty-Jake (* 2000), österreichischer Dartspieler
- Rodriguez, Rylo (* 1993), US-amerikanischer Rapper

###### Rodriguez, S
- Rodríguez, Salomón (* 2000), uruguayischer Fußballspieler
- Rodríguez, Salvador (* 1980), spanischer Sprinter
- Rodriguez, Santiago (* 1952), kubanisch-US-amerikanischer Pianist
- Rodríguez, Santiago (* 2000), uruguayischer Fußballspieler
- Rodriguez, Sauveur (1920–2013), französischer Fußballspieler und -trainer
- Rodríguez, Sebastián (* 1992), uruguayischer Fußballspieler
- Rodríguez, Sergio (* 1985), uruguayischer Fußballspieler
- Rodríguez, Sergio (* 1986), spanischer Basketballspieler
- Rodríguez, Silvio (* 1946), kubanischer LiedermacherSilvio Rodríguez (* 1946)

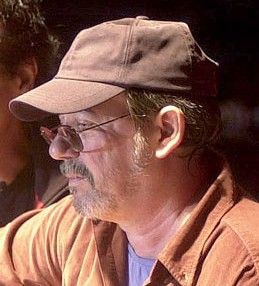
Silvio Rodríguez (* 1946)

- Rodríguez, Simón (1769–1854), Pädagoge, Philosoph, Utopischer Sozialist sowie Hauslehrer, Freund und Mitarbeiter von Simón Bolívar
- Rodríguez, Sofía (* 1999), spanische Radrennfahrerin
- Rodriguez, Sol (* 1990), argentinische Filmschauspielerin und Model
- Rodriguez, Sophie (* 1988), französische Snowboarderin
- Rodríguez, Soranyi (* 1992), dominikanische Leichtathletin
- Rodríguez, Soraya (* 1963), spanische Politikerin (früher PSOE, heute Cs), MdEP
- Rodriguez, Spain (1940–2012), US-amerikanischer Underground-Comix-Zeichner und Autor
- Rodríguez, Stefania (* 1989), argentinische Handballspielerin

###### Rodriguez, T
- Rodriguez, Telmo, spanischer Winzer
- Rodríguez, Teresa (* 1981), spanische Politikerin, MdEP
- Rodríguez, Tito (1923–1973), US-amerikanisch-puerto-ricanischer Sänger und Orchesterleiter
- Rodriguez, Toni (* 1983), deutscher Basketballschiedsrichter
- Rodriguez, Toni (* 1996), US-amerikanische Beachvolleyballspielerin
- Rodríguez, Toty (* 1942), französisch-ecuadorianische Schauspielerin und Sängerin

###### Rodriguez, V
- Rodríguez, Ventura (1717–1785), spanischer Architekt
- Rodriguez, Veronica (* 1991), venezolanische PornodarstellerinVeronica Rodriguez (* 1991)
- Rodríguez, Vicente (* 1954), spanischer Boxer

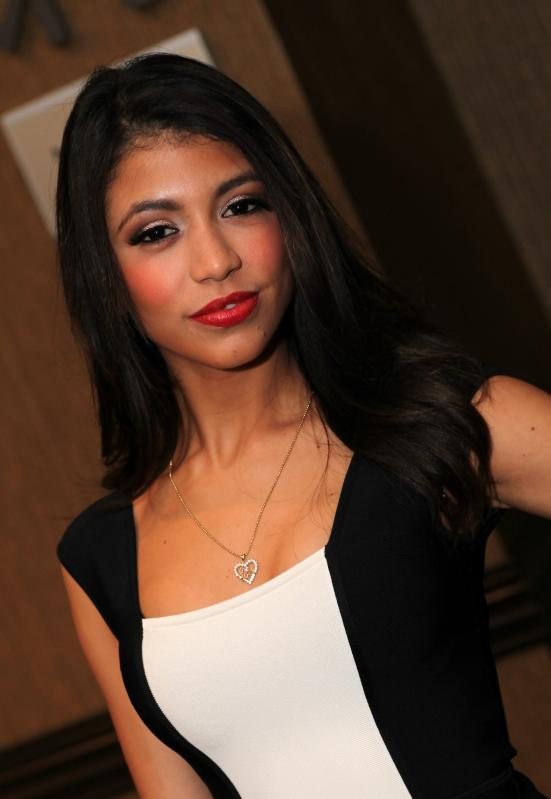
Veronica Rodriguez (* 1991)

- Rodríguez, Vicente (* 1981), spanischer Fußballspieler
- Rodríguez, Víctor (* 1987), andorranischer Fußballspieler
- Rodríguez, Víctor Manuel (* 1959), mexikanischer Fußballspieler
- Rodríguez, Victoria (* 1995), mexikanische Tennisspielerin

###### Rodriguez, W
- Rodríguez, Washington (1944–2014), uruguayischer Boxer
- Rodríguez, Willy (* 1941), kubanischer Sänger

###### Rodriguez, Y
- Rodríguez, Yair (* 1992), mexikanischer Mixed-Martial-Arts-Kämpfer
- Rodríguez, Yamila (* 1998), argentinische Fußballspielerin
- Rodríguez, Yoalber (* 2002), venezolanischer Leichtathlet
- Rodríguez, Yoel (* 1988), spanischer Fußballtorhüter
- Rodríguez, Yonatan (* 1993), uruguayischer Fußballspieler
- Rodríguez, Yorgelis (* 1995), kubanische Siebenkämpferin

###### Rodriguez, Z
- Rodríguez, Zuleinny (* 2001), kolumbianische Rollstuhltennisspielerin

###### Rodriguez-C
- Rodríguez-Cavazos, Ricardo (1940–1983), US-amerikanischer Autorennfahrer

###### Rodriguez-M
- Rodríguez-Melgarejo, Guillermo (1943–2021), argentinischer Geistlicher, römisch-katholischer Bischof von San Martín

###### Rodriguez-N
- Rodríguez-Novelo, Jorge (* 1955), mexikanischer Geistlicher, Weihbischof in Denver

###### Rodriguez-P
- Rodríguez-Piñero, Inmaculada (* 1958), spanische Politikerin (Partido Socialista Obrero Español), MdEP

###### Rodriguez-S
- Rodríguez-San Pedro, Faustino (1833–1925), spanischer Politiker

###### Rodriguez-T
- Rodriguez-Teufer, René (* 1974), deutscher Neonazi, Kameradschaftskader und Politiker (NPD)
- Rodriguez-Trias, Helen (1929–2001), amerikanische Kinderärztin, Hochschullehrerin und Frauenrechtlerin

###### Rodrigui
- Rodriguinho (* 2001), brasilianischer Fußballspieler

#### Rodrik
- Rodrik, Dani (* 1957), türkischer Ökonom und Publizist

### Rodry
- Rodrygo (* 2001), brasilianischer FußballspielerRodrygo (* 2001)

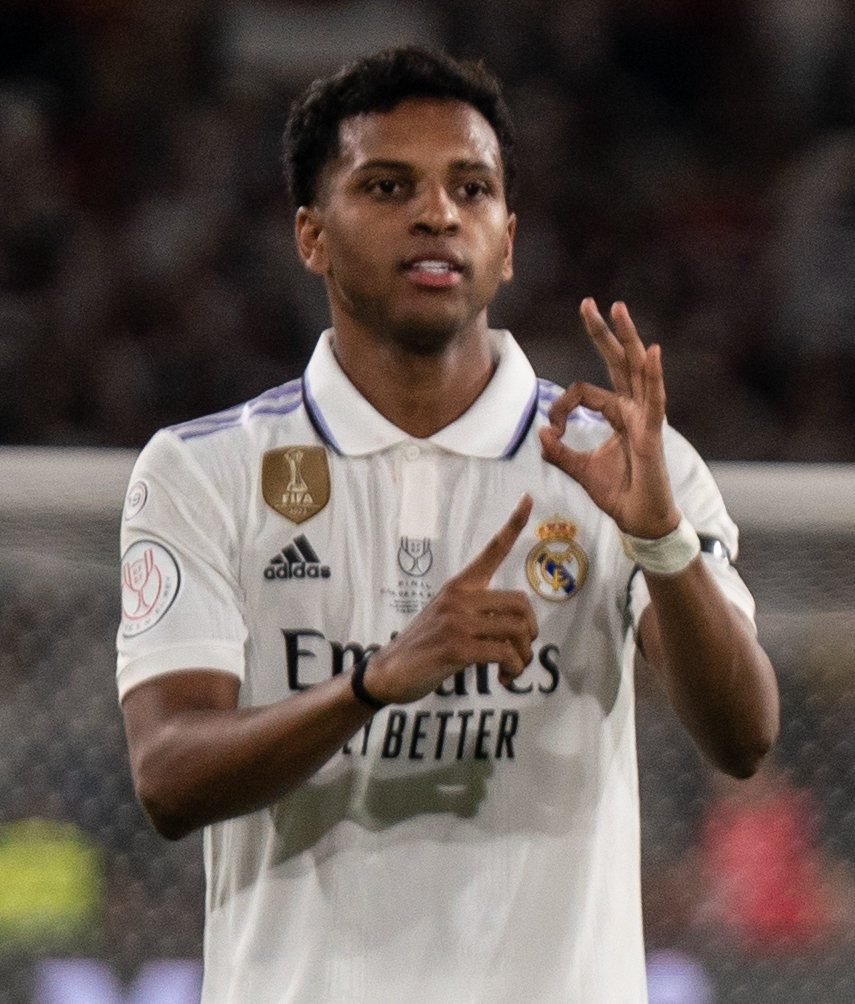
Rodrygo (* 2001)